# Государственный исторический музей
Госуда́рственный истори́ческий музе́й (сокр. ГИМ) — крупнейший национальный исторический музей России. Основан в 1872 году, здание на Красной площади Москвы было построено в 1875—1883 годах по проекту архитектора Владимира Шервуда и инженера Анатолия Семёнова. Участок для строительства предоставила Московская городская дума, приказав снести стоявшее там здание Главной аптеки.
Фонд современного Государственного исторического музея насчитывает более 5 млн единиц хранения и 14 млн листов документальных материалов. Постоянная экспозиция в здании на Красной площади вмещает только 0,5 % от общей коллекции. Число посетителей музея ежегодно превышает 1,2 млн человек. Штат составляют более 800 сотрудников.
В настоящее время в музейное объединение входят Храм Василия Блаженного, Музей Отечественной войны 1812 года и Палаты Романовых. ГИМ также принадлежат выставочные залы на Площади Революции, хранилища и реставрационные мастерские в Измайлове. Идёт строительство депозитарно-выставочного центра площадью 120 тысяч м² в посёлке Коммунарка Новой Москвы.
С 1990 года входит в список объектов всемирного наследия ЮНЕСКО как часть ансамбля Красной площади.

## История

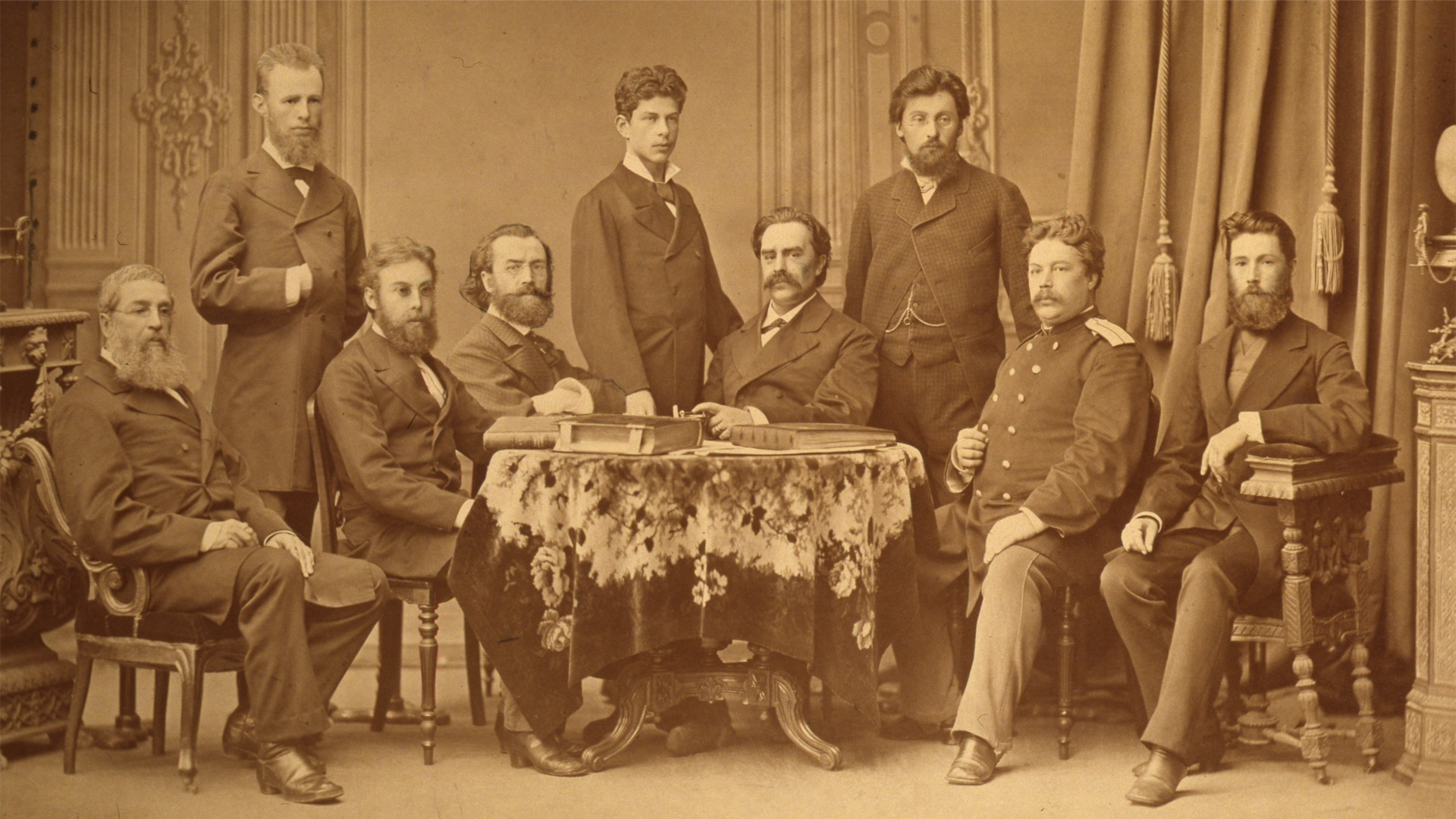
Участники основания Исторического музея (В. Шервуд и А. Семёнов сидят в центре). 1875-1878 гг.

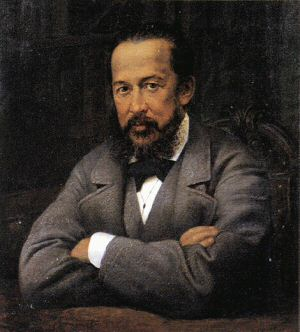
Один из основателей музея граф Алексей Сергеевич Уваров. Портрет XIX века

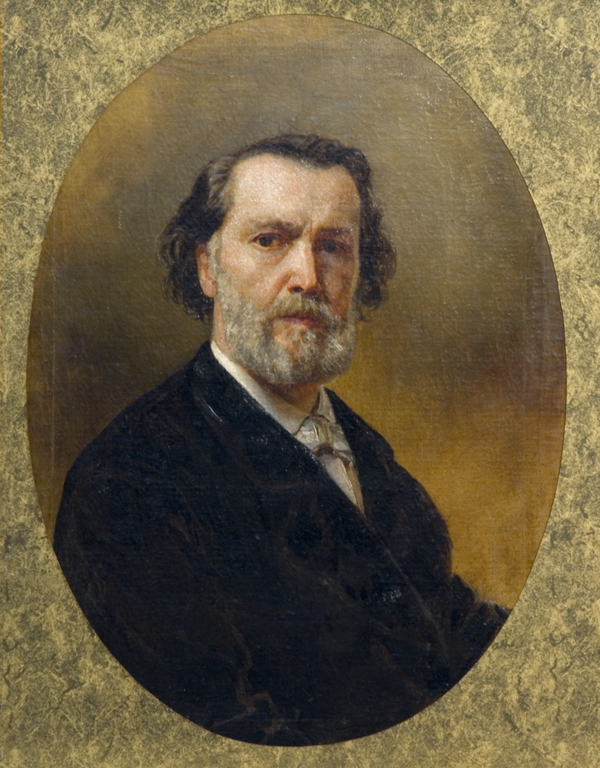
Шервуд Владимир Осипович, автопортрет, 1876

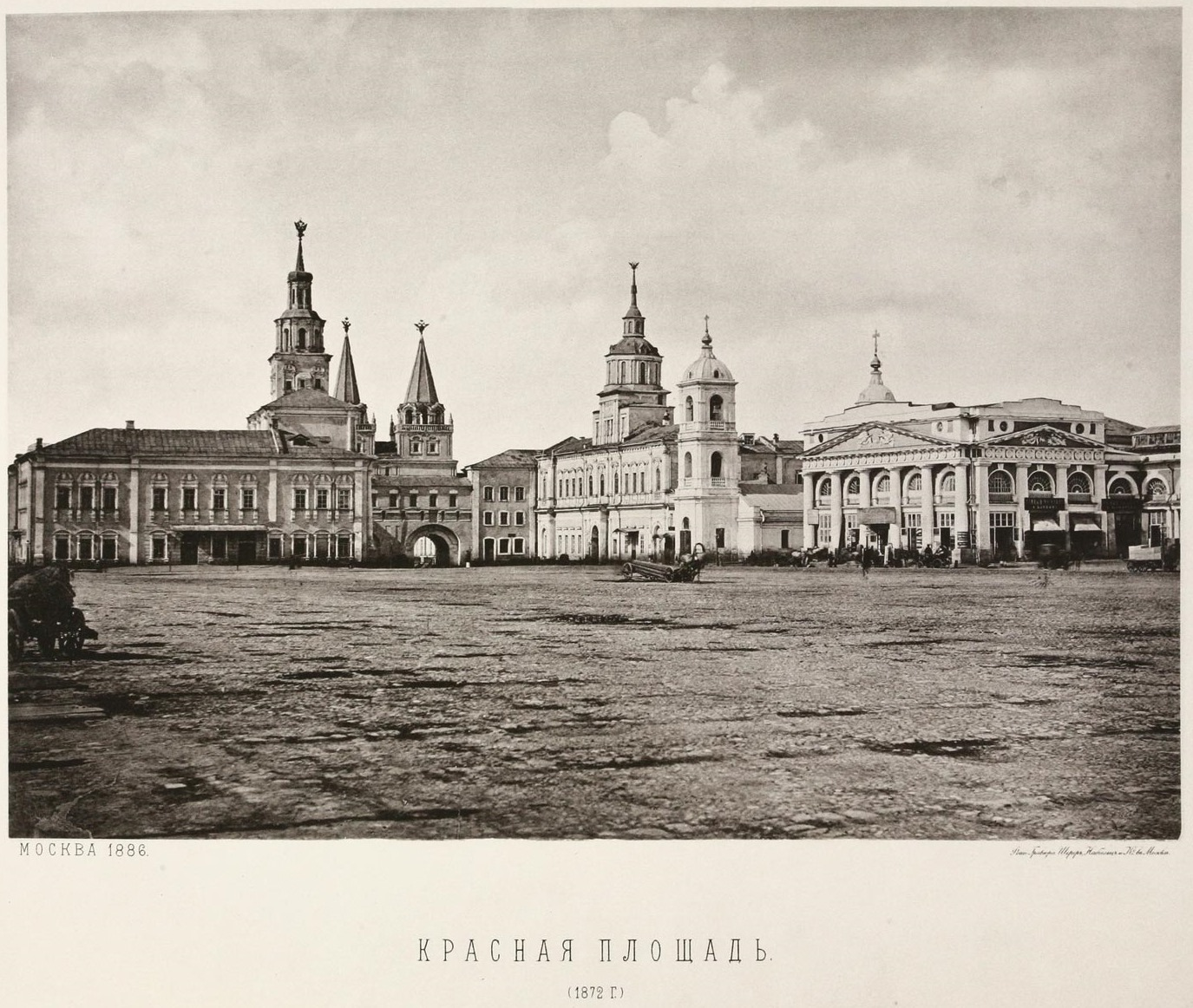
Красная площадь в 1872 году, слева — здание Земского приказа

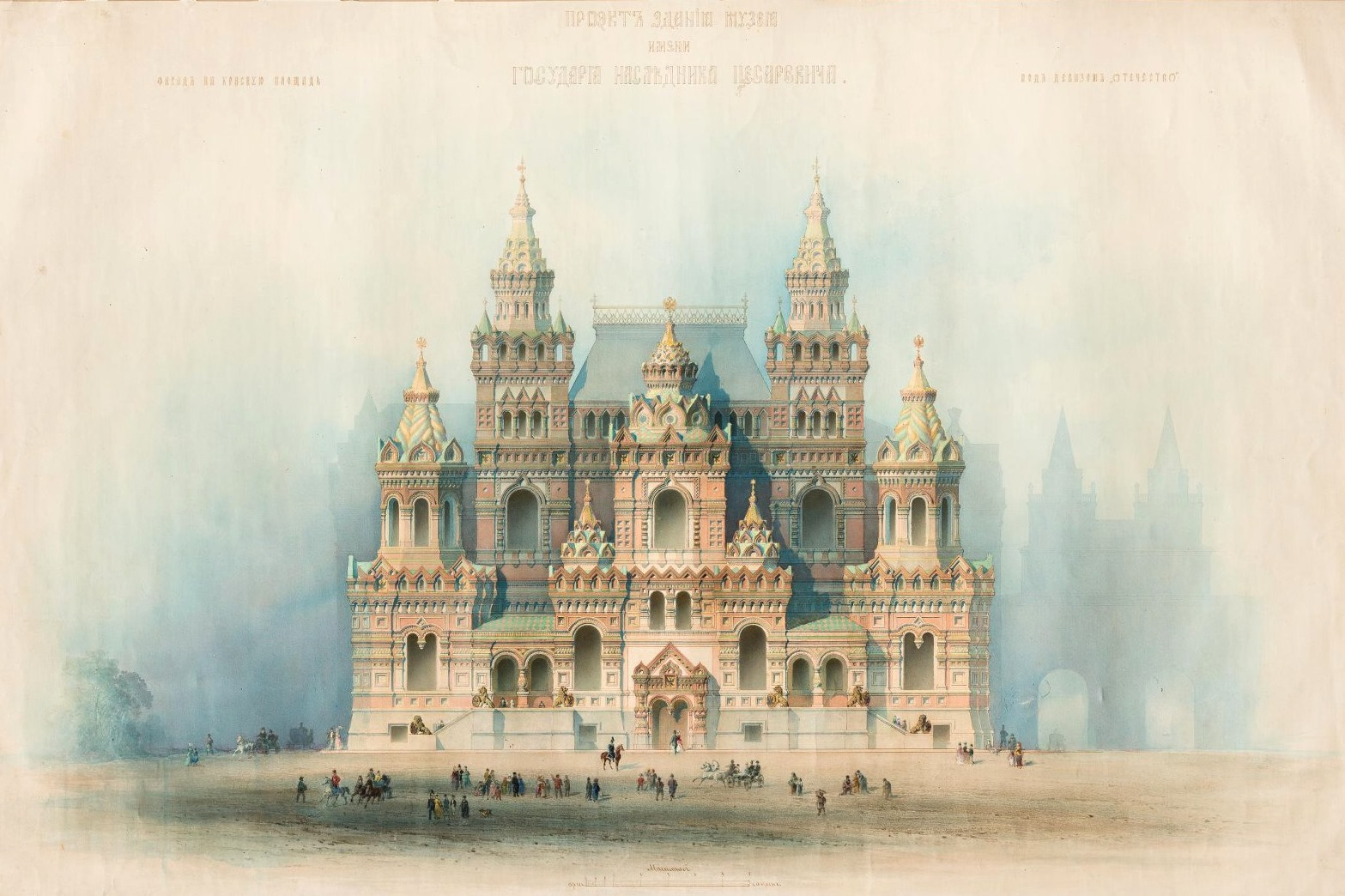
Проект Исторического музея под девизом «Отечество». Фасад на Красную пл.(В.Шервуд, А.Семёнов), 1875 г.

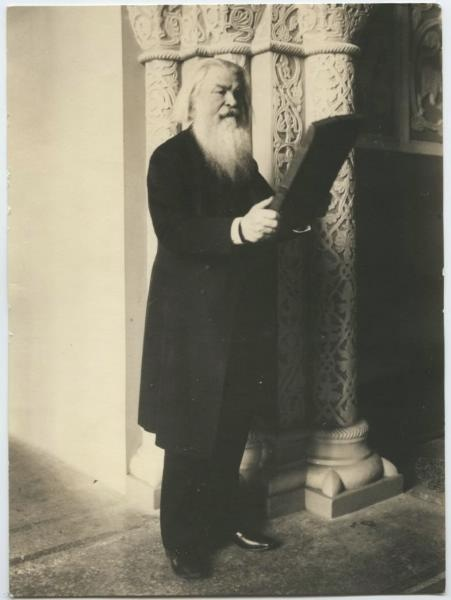
Учёный Забелин Иван Егорович, один из основателей Исторического музея, 1900

### Основание
Идея создать музей исторических ценностей витала в кругах российской интеллигенции с середины XIX века. Сохранились письма генерал-майора Николая Чепелевского от 1871 года, в которых он «предполагал устроить в Москве особый музей, который бы сделался не только хранилищем собранных для выставки предметов, но постоянно направлял бы свою деятельность к разработке и собиранию материалов». Академик Константин Бестужев-Рюмин называл народное самосознание высшей целью исторической науки, а создание музея — самым могущественным средством его повышения. В 1871 году граф Алексей Сергеевич Уваров хотел устроить выставку рисунков о российском быте допетровской эпохи. Великий князь (впоследствии император) Александр Александрович в середине 1860-х[уточнить] посетил музей древностей в замке Розенборг, после чего заинтересовался археологией и захотел создать в России нечто подобное.
Толчком к воплощению этой идеи послужил успех промышленной выставки к 200-летию со дня рождения Петра I. Среди её экспонатов были археологические находки и исторические реликвии, которые не вписывались в концепцию политехнического музея. Ветераны Крымской войны присылали памятные вещи в отдел обороны Севастополя. Этим предметам требовалось место для хранения и последующей экспозиции. Николай Чепелевский и генерал-адъютант Александр Зеленой (по другим данным — граф Уваров) в январе 1872 года подали цесаревичу Александру записку с предложением создать исторический музей. Александру понравилась идея создать место, куда мог бы прийти любой человек и увидеть, что «не со вчерашнего дня началась разумная жизнь в нашей стране». Цесаревич обратился с соответствующим прошением к императору Александру II и получил письменное разрешение.
В открытых источниках расходятся данные о точной дате подписания указа о создании музея Александром II. Достоверно известно, что это случилось в феврале 1872 года, однако в дне нет определённости — в разных источниках называются 3, 8, 9 (21 по новому стилю) и 14 числа. Будущий музей решено было назвать в честь «августейшего имени государя наследника цесаревича великого князя Александра Александровича».
По приказу императора для организации музея была создана специальная комиссия учёных-историков под руководством графа Уварова. В неё вошли Дмитрий Иловайский, Василий Ключевский, Сергей Соловьёв, архивист В. Е. Румянцев и Иван Забелин. В январе 1873 года была сформулирована общая концепция музея — «служить наглядной историей главных эпох русского государства». Второго августа 1874 года был утверждён составленный Уваровым Устав музея. Этот документ регламентировал все вопросы пополнения и сохранения фонда экспонатов. Уже тогда разошлись мнения о предмете показа: Чепелевский хотел создать «храм воинской славы», а Забелин и Уваров настаивали на показе общей истории государства. Историки принадлежали к разным школам, и поэтому Уваров предлагал экспонировать «важнейшие государственные реформы в картинах», а Забелин хотел сделать упор на показ быта и жизни народа.
В 1875 году императорская комиссия объявила конкурс на лучший проект здания музея. Планы-претенденты должны были соответствовать определённой программе: использовать исконно русские архитектурные детали: шатры, ширинки, закомары и прочее, гармонично вписываться в ансамбль Красной площади и рифмоваться с Покровским собором. В августе 1875 года победителями были признаны Владимир Шервуд и Анатолий Семёнов с проектом под названием «Отечество». Члены жюри отметили глубину его проработки: он сопровождался обстоятельными пояснительными записями и демонстрировал глубокие знания о русском зодчестве и его наследии. Шервуд — внук англичанина и москвич во втором поколении — лучше других претендентов справился с конкурсным заданием. Решающее слово принадлежало Ивану Забелину, и он одобрил «Отечество» и подписал заказ на строительство.
Изначально организаторы надеялись привлечь частное финансирование и сделать музей общественным, неподконтрольным государству. Несмотря на привлечение спонсоров, в 1874 году общий капитал ГИМ составлял всего 154 тысяч рублей. Из переписки великих князей Александра Александровича и Сергея Александровича известно, что денежные вопросы велись «с легкомыслием замечательным. Построили здание, которое, ещё не законченное, стоит 1 ½ миллиона, и для этого не имели других средств, кроме 200 тысяч, которые дала казна». На строительство ГИМ пришлось взять в Московском кредитном обществе ссуду в 1,26 млн рублей. Закрыть кредит удалось только через 28 лет.

## Главное здание

### Выбор места
Площадку для строительства музея в апреле 1874 года предоставила Московская городская дума. С 1472 года на этой земле располагался почтовый двор, с 1556-го — Сытный отдаточный двор. В период с 1599-го по 1699-й на его месте находился Земский приказ — ведомство, которое занималось сбором налогов, судебными разбирательствами и руководило ярыжным отрядом. 3 ноября 1699 года Земский приказ был расформирован, а его дела были переданы в Стрелецкий и Судный приказы. В 1700 году по поручению Петра I вместо деревянного здания была построена каменная ратуша. До пожара 1737 года в ней располагались Главная аптека и медицинская канцелярия. Вход украшала каменная голова единорога с настоящим рогом нарвала, приёмный зал расписан фресками. Шпиль центральной башни венчал двуглавый орёл.
26 апреля (7 мая) 1755 года в ратуше открыли первый российский университет. Для него здание было перестроено под руководством Дмитрия Ухтомского. На торжественном открытии присутствовали императрица Елизавета Петровна и покровитель Ломоносова камергер Иван Шувалов, а среди студентов были Василий Баженов, Денис Фонвизин, Григорий Потёмкин. Впоследствии университет получил новое здание на Моховой улице, а в ратуше на Красной площади находились сначала Магистрат, потом — губернские присутственные места. В итоге здание выкупила для себя городская Дума.
После получения императорского согласия на создание музея его планировали построить у стен Кремля, на месте нынешнего мавзолея. 16 (28) апреля 1874 года Городская дума приняла решение отдать ГИМ место под зданием Земского приказа. В тексте постановления было сказано:
Уважение к древности есть, несомненно, одно из проявлений истинного просвещения…
Примечательно, что при этом ради строительства нового музея историческая ратуша была уничтожена. По мнению современников, здание относилось к европейскому стилю и потому не являлось ценным.
1 сентября (20 августа по старому стилю) 1875 года прошла церемония торжественной закладки ГИМ, на ней присутствовали цесаревич Александр, великий князь Сергей Александрович, московский генерал-губернатор князь В. А. Долгоруков и депутаты Думы. Первый камень в основание музея заложил лично император Александр II.

### Концепция музея
С момента подписания указа об основании и до конца строительства здания на Красной площади среди устроителей музея шли споры о его характере и направленности экспозиции. Забелин и Уваров настаивали на том, что главную роль должны играть подлинные исторические предметы. Шервуд предлагал сделать уклон в сторону стилизаций и экспонировать в том числе произведения искусства на исторические темы.
Изначально Уваров и Забелин хотели оформить Парадные сени сценами из истории древних славян и постепенно от зала к залу показать развитие культуры и переход от язычества к христианству. Однако после перехода на государственное содержание от этой идеи пришлось отказаться — главную роль отвели идее самодержавия. Первым, что видели посетители при входе, было генеалогическое древо Императорской семьи из 68 портретов.
Первые программы музея были основаны на трудах Константина Бестужева-Рюмина, Дмитрия Иловайского, Алексея Уварова, Сергея Соловьёва и Василия Ключевского. Основу музейного фонда составила личная коллекция Уварова.

### Строительство

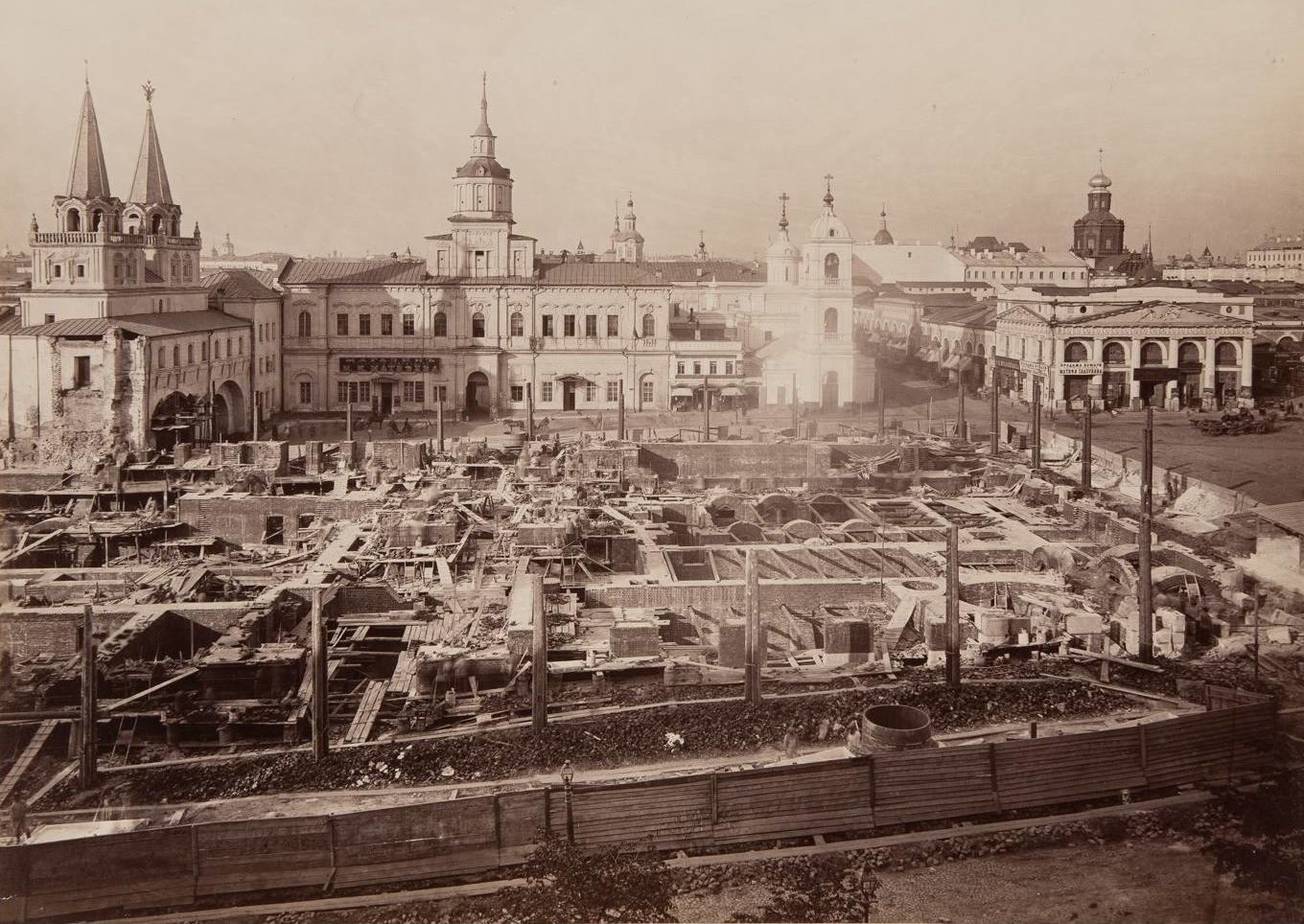
Строительство Исторического музея (вид от Кремля). 1875—1876 гг.

Проект «Отечество» был совместной работой Владимира Шервуда и Анатолия Семёнова. Шервуд был выпускником Московского живописного училища по классу пейзажа и поэтому не имел статуса архитектора. За техническую сторону проекта отвечал военный инженер Анатолий Семёнов, один из строителей Политехнической выставки 1872 года. Здание выполнено в смешанной конструктивной схеме и имеет неправильную прямоугольную форму: средние размеры сторон составляют 115,5 и 55,5 м, площадь застройки — 6500 м².
Согласно сохранившемуся архиву Шервуда, он работал над проектом музея в течение семи лет. За эти годы были четырежды полностью переделаны чертежи фасада и созданы рисунки всех элементов его отделки, а также оформления залов экспозиции. Семёнов разрабатывал композицию технических помещений, библиотеки и аудиторий.
В архиве музея сохранились служебные записи Семёнова, из которых следует, что инженерно-геологические условия строительства были очень сложными. Площадка имеет уклон в сторону засыпанного русла Неглинки. Почвы под основанием здания представляют собой неоднородную смесь глин с большим водопритоком и высоким уровнем подземных вод. Для строительства землю укрепили дубовыми лежнями, бутовой кладкой и цементом.
Первый камень в основание будущего музея 1 сентября 1875 года торжественно заложил император Александр II. Строители музея пользовались самыми современными технологиями своего времени. Качество материалов лично контролировал Анатолий Семёнов. Поставки шли из Брянска, Санкт-Петербурга, позднее — из Лотарингии и Дортмунда. Кирпичная кладка скреплялась цементом, внутренние перекрытия были выполнены из металлических конструкций, а все трубы и провода были убраны в стены. Сложную работу над возведением наружных стен и башен выполняли мастера под руководством подрядчиков Г. И. и И. И. Губониных. Только в 1876—1877 годах кладку кирпича выполняли 260 каменщиков и более 300 подсобных рабочих.
С 1879 по 1881 годы строительство было остановлено из-за недостатка финансирования. По той же причине пришлось отказаться от оформления фасада изразцами. Работы возобновили при подготовке к коронации Александра III.

### Оформление

Гирька над входом в Государственный исторический музей, 2006

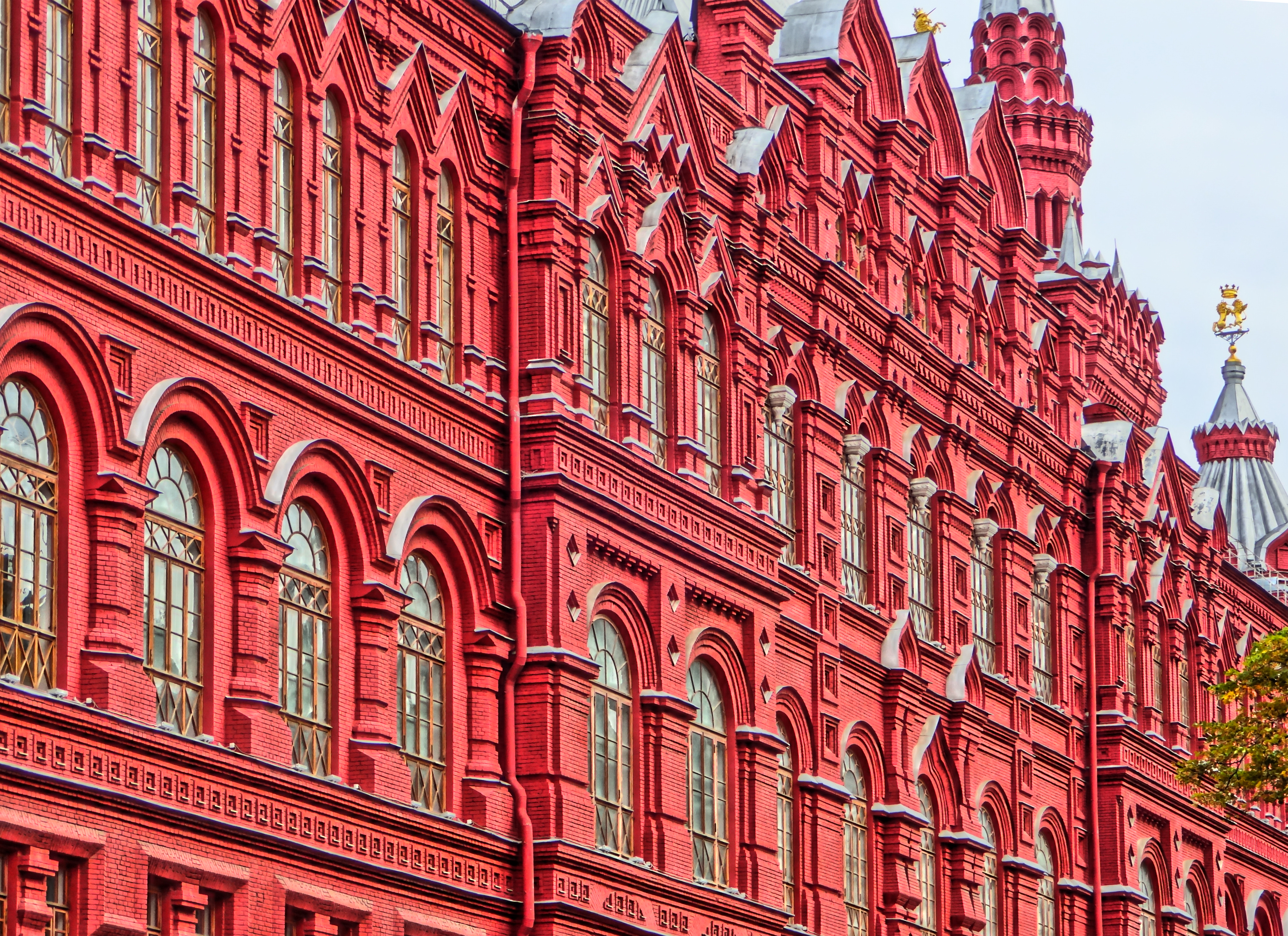
ГИМ со стороны Кремлёвского проезда, 2013

Задумка проекта «Отечество» возвращала к идеалам древнерусского зодчества. Здание должно было привнести новый дух в Кремлёвский ансамбль и переосмыслить облик Красной площади — из подобия римского форума превратить её в символ народности и перекликаться с Покровским собором. Заимствования приёмов и деталей древнерусского зодчества помогли Шервуду создать образцовый пример русского стиля, популярного во второй половине XIX века в России, согласно тенденции развития историзма. По мнению многих искусствоведов, Шервуд удачно совместил традиционные в русском зодчестве элементы оформления с красным кирпичом. В оформлении фасадов использованы 15 видов кокошников и 10 разных ширинок, шатры, арки, гирьки, аркатурные пояса, киотцы и тянутые карнизы. Дробный силуэт фасада рифмуется с обликом храма Василия Блаженного и композиционно уравновешивает два здания на Красной площади.
Спустя некоторое время между Шервудом и Забелиным возник конфликт из-за разных взглядов на то, как на оформлении музея должны отразиться национальные архитектурные традиции. Забелин заявил, что «Шервуд и Семёнов поступают с великим своенравием и проектируют что-то совсем не русское». Кроме того, Шервуд начал разрабатывать интерьеры ещё до получения официального заказа, отводя первостепенную роль оформлению, а не экспонатам. В 1879 году архитектор был отстранён от строительства, а в 1886-м Забелин отказал ему в должности сотрудника музея.
Критика проекта встречалась и позднее: многие считали ошибкой снос двухсотлетнего здания Главной аптеки. В 1920-х архитектор Ле Корбюзье советовал вообще убрать здание музея с Красной площади как нарушающее архитектурный облик Москвы.

### Интерьеры

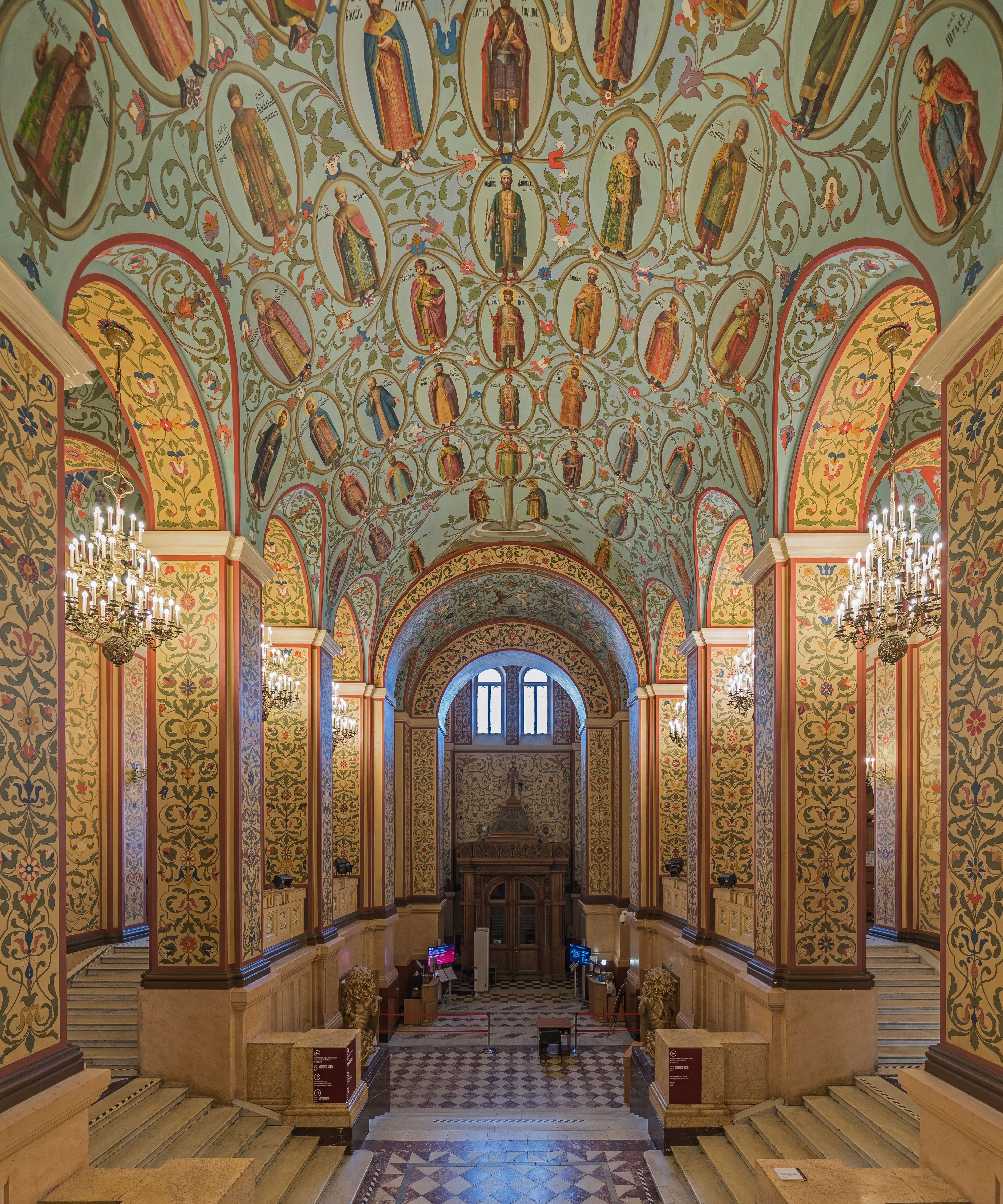
Парадные сени

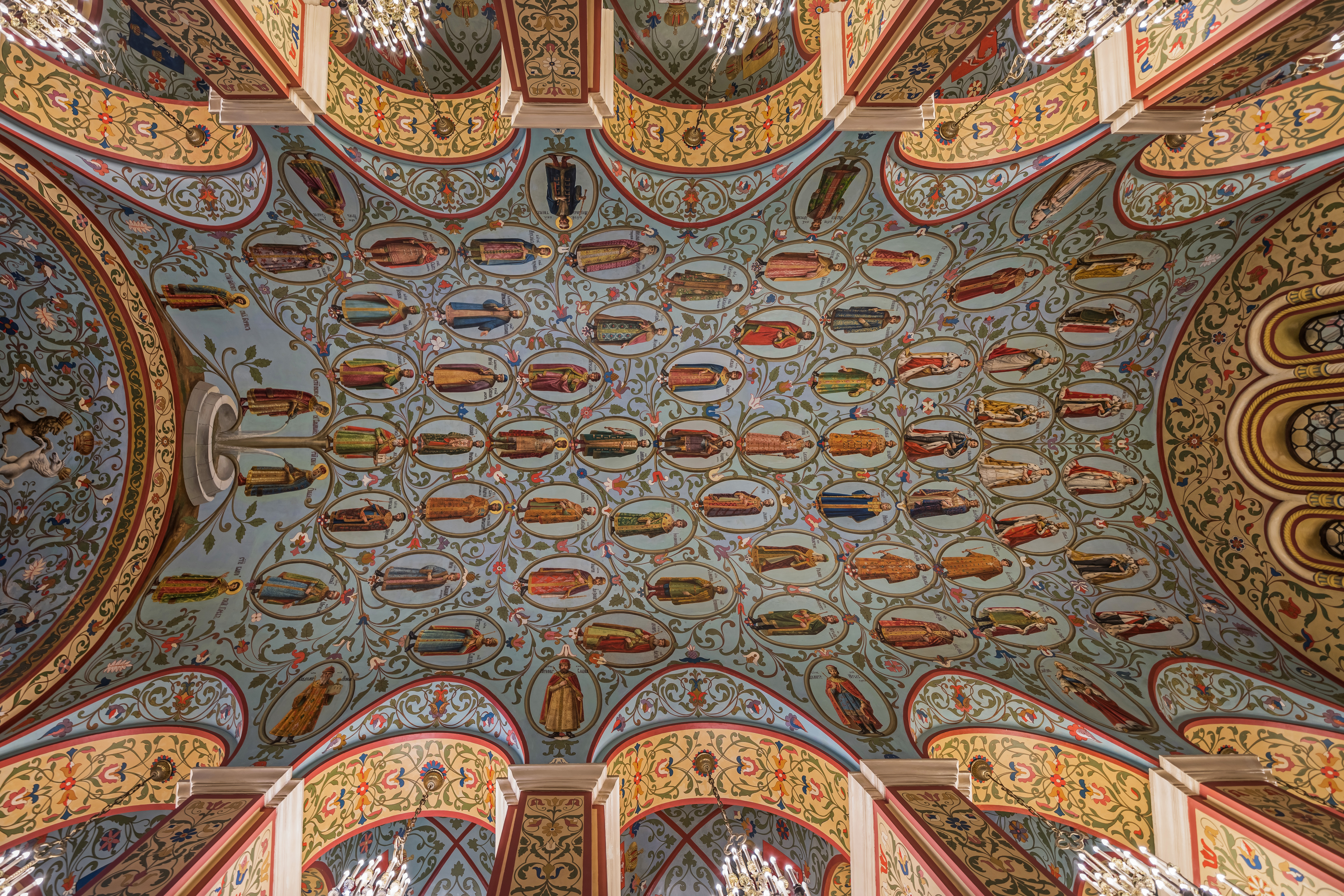
Роспись потолка центрального портала

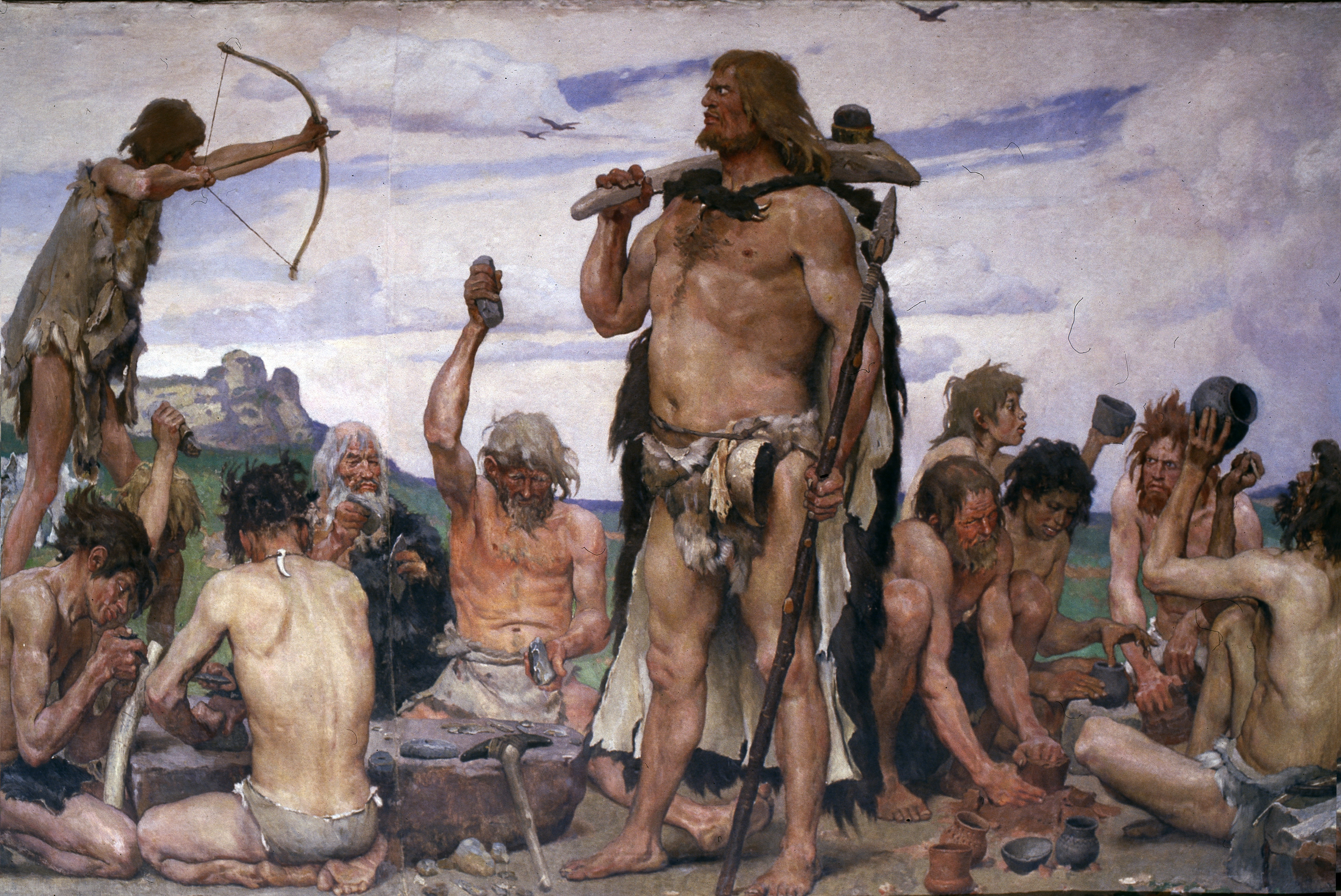
Картина Виктора Васнецова, изображающая людей каменного века

Проекты здания и экспозиции разрабатывались одновременно и ориентировались на «археологически-вещеведческую и искусствоведческую направленность». Музей отличала новаторская для своего времени идея группировки археологических памятников по эпохам и векам. Изначально планировалось создание 47 залов, каждый из которых должен был в своём оформлении соответствовать стилю отображаемого периода. Внутри помещения музея построены по принципу кольцевой анфилады, логическим центром которой являются Парадные сени и Византийский зал.
Для отделки интерьеров использовались только дорогие материалы. Например, полы Парадных сеней и лестницы выполнены из каррарского мрамора мастерами артелей Захарова и Кампиони. Помимо интерьеров, Шервуд спроектировал специальные экспозиционные витрины. Они выполнялись из дуба и имели две части: нижнюю закрытую для хранения предметов, и верхнюю со стеклянной крышкой — для демонстрации экспонатов.
В период после отставки Шервуда и до 1887 года отделка внутренних помещений музея велась под руководством Анатолия Семёнова и архитектора Александра Попова. Последний был учеником Фёдора Рихтера и давним единомышленником Уварова, автором реконструкции храма Никиты Мученика и палат Аверкия Кириллова. Попов создал планы общего оформления залов, а также эскизы малых архитектурных форм — окон, мебели, мозаик и башенных шпилей. В результате несколько сотен окон музея стали предметами художественной ценности благодаря уникальному рисунку переплётов в стиле древнерусских слюдяных окон. Столярные работы по созданию витрин выполняли в мастерской Полякова, там же изготовили дубовые и сосновые двери между залами. Мозаичные полы первого этажа укладывали мастера артели Седова под руководством художника Кругликова. Завершали оформление здания позолоченные металлические скульптуры на шпилях башен. Они были выполнены в форме геральдических символов императорского дома — львов, единорогов и орлов. Прообразами к их эскизам Попову послужили печати и портики храма Василия Блаженного. Размах крыльев у орлов составлял три метра. Скульптуры отличала необычная конструкция — они были подвижными и разворачивались лицевой стороной к ветру, а не против него, как обычные флюгеры.
После смерти Попова Семёнов отказался от дальнейшего участия в работе. В 1890-х годах внутренней отделкой руководили Николай Никитин и Пётр Бойцов Над оформлением залов здания музея работали выдающиеся художники своего времени: Виктор Васнецов, Валентин Серов, Иван Айвазовский, Илья Репин, Генрих Семирадский и другие.
В 1881 году Александр III назначил своего младшего брата великого князя Сергея Александровича почётным председателем музея, а графа Уварова — товарищем председателя, то есть фактическим управляющим. Уваров получил задание подготовить музей к первому посещению императорской семьи и коронационным торжествам.
29 мая 1881 года почти готовый музей получил статус государственного учреждения и заодно новое название — Императорский Российский Исторический музей. Музей стал содержаться на средства из казны под управлением Министерства финансов. С 10 декабря 1882 года им заведовало Министерство народного просвещения.

### Открытие
Одиннадцать лет спустя после подписания указа о создании музей был готов не до конца: успели оформить только несколько залов первого этажа и расставить лишь часть экспонатов. 24 мая 1883 года великий князь Сергей Александрович пригласил императора на открытие музея и в ответ услышал:
Зачем ты меня зовёшь на открытие, когда ничего не готово и лежит мусор.

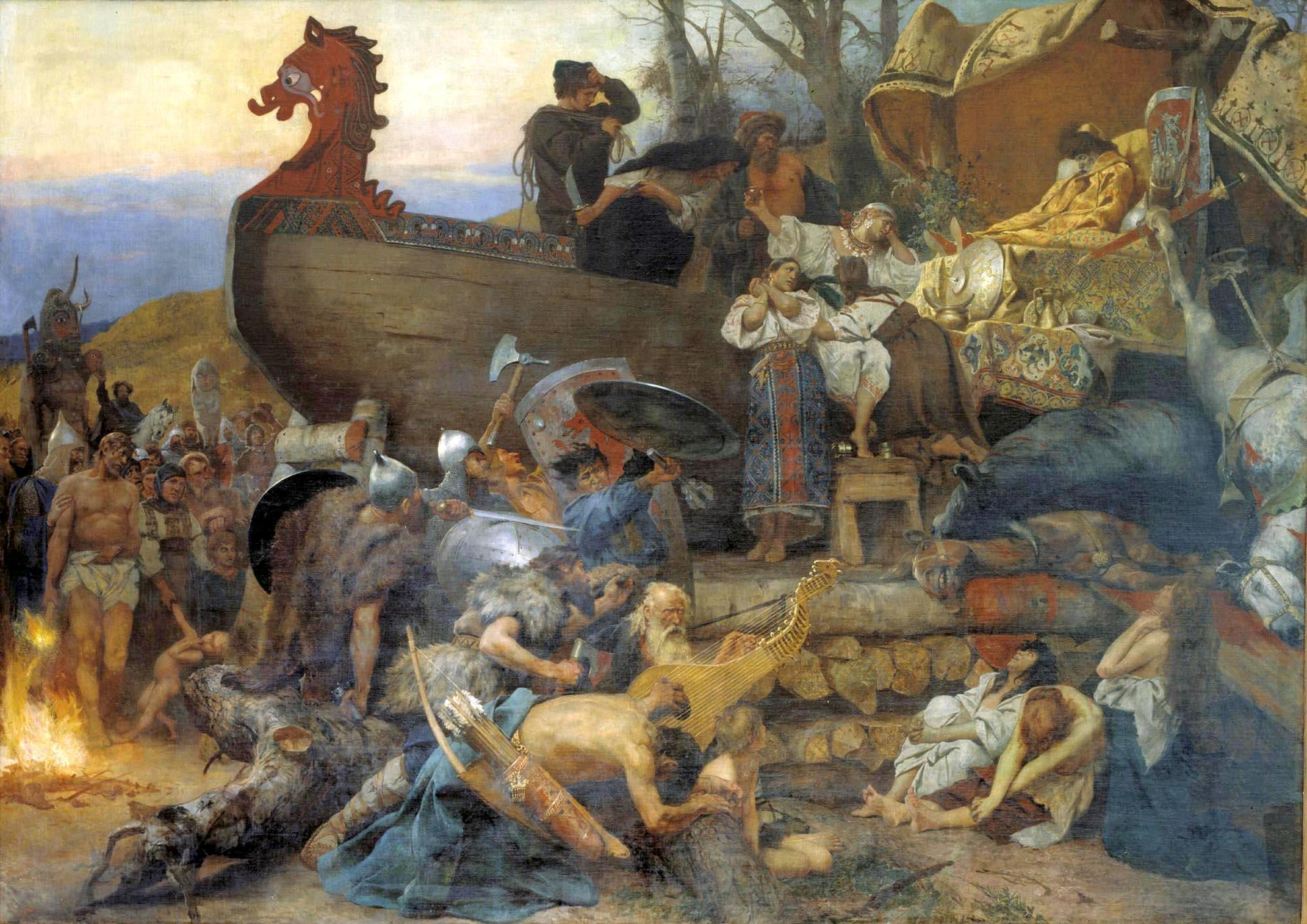
Картина Генриха Семирадского Похороны руса в Булгаре

27 мая открытие всё-таки состоялось, но прошло без торжественных церемоний, как «простой приезд государя с царицею». Император Александр III с супругой посетили Императорский РИМ и первыми осмотрели 11 законченных залов, которые в хронологическом порядке отражали историю России от древнейших времён до XIII века. Императору представили Александра Попова и архитектора Анатолия Семёнова, а архитектор Владимир Шервуд приглашён не был.
2 июня 1883 года здание освятил митрополит Иоанникий, с этого дня музей был открыт для публики.

### После открытия

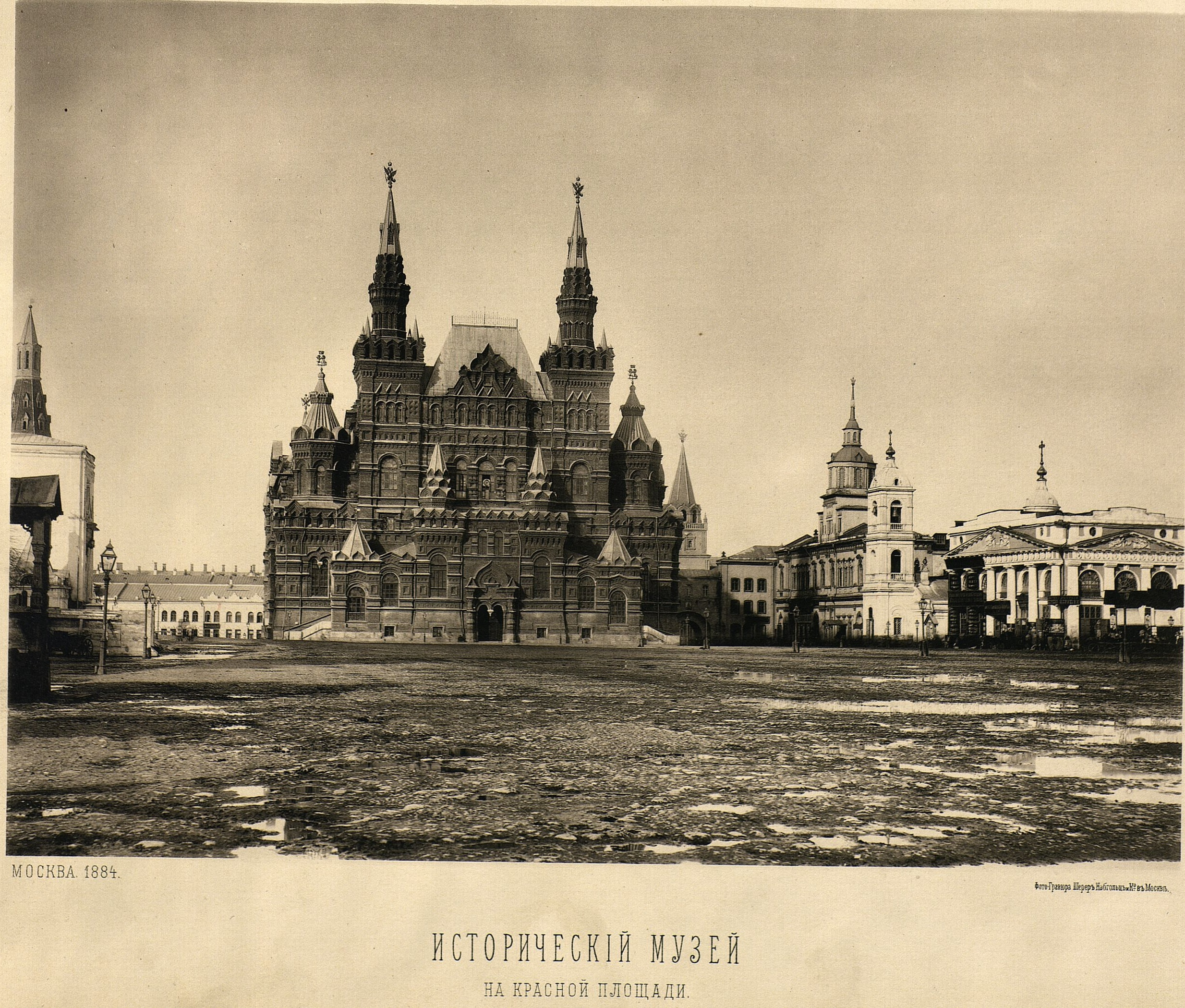
Москва. Исторический музей на Красной площади. 1884 год.

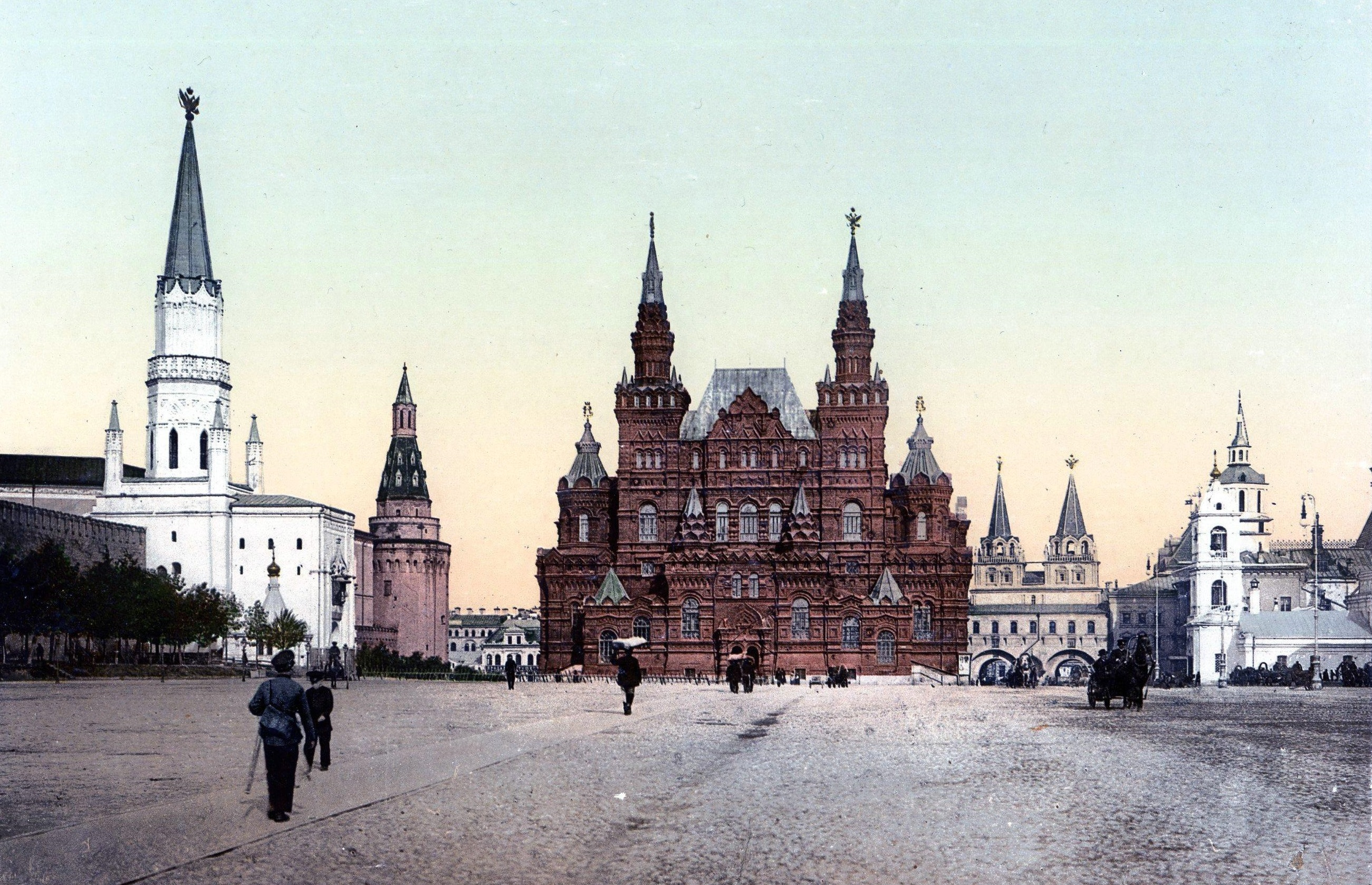
Красная площадь и РИМ. Фотохром 1896 года.

Появление музея изменило исторический облик центра Москвы, отчего стало неизбежным дальнейшее обновление города в определённом стиле, — последовали здание Московской городской думы, Верхние и Средние торговые ряды.
Граф Уваров, первый директор и один из главных создателей ГИМ, умер через один год после открытия музея. В период с 1883-го по 1908-й годы главным заведующим был Алексей Орешников. Он был ведущим специалистом в области античной и средневековой русской нумизматики, а также древнерусского прикладного искусства. В общей сложности Орешников проработал в ГИМ 45 лет. Пост товарища председателя в эти годы занимал Иван Забелин. По его завещанию в 1908 году музей получил собранные Забелиным коллекции исторических ценностей и всё жалованье, полученное за годы службы.
В 1889 году между большим и малым внутренними дворами был построен поперечный корпус для аудитории на 500 мест. Её отличала уникальная акустика и прогрессивное оснащение, например, освещение электричеством. В мае 1894 года музей был переименован в «Императорский российский исторический музей имени императора Александра III».
К началу XX века библиотека музея насчитывала около 18 тысяч книг. Фонд пополнили коллекции Московского и Русского археологических обществ, Московского университета и многих частных пожертвователей. Ежегодное число посетителей составляло около 40 тысяч человек, а число выставочных залов увеличилось до 16-ти.
В 1905 году Пётр Иванович Щукин передал в дар музею собрание своего музея, насчитывавшее около 300 тысяч предметов (произведения ювелирного искусства, иконописи, живописи, лицевого шитья, рукописи). В том же году по завещанию Алексея Петровича Бахрушина музею было передано собрание из около 2 тысяч предметов и 25 тысяч книг.
Среди меценатов были представители всех сословий, включая членов императорских фамилий, дворянских родов (Дашковы, Оболенские, Голицыны, Уваровы, Олсуфьевы и др.) и именитые коллекционеры предоставившие в музей, как отдельные предметы, так и целые собрания.
Изначальный проект Шервуда не предусматривал создание запасников музея. На момент его основания создатели не предполагали, что могут понадобиться крупные хранилища для экспонатов. В 1912 году князь Николай Щербатов ходатайствовал о передаче музею соседнего здания Думы. Планам по расширению музея помешали Первая мировая война и Русская революция.
В 1910 году разобрали лекционный зал в поперечном корпусе. На его месте четыре года спустя были открыты библиотека, архив, отдел рукописей и старопечатных книг. Проект строительства принадлежал Илье Бондаренко.

### После революции
В 1917 году новой властью музей переименовывается в Государственный Исторический Российский музей (а с 1921 года — Государственный Исторический музей).
Согласно воспоминаниям сотрудников, после 1917 года ГИМ неоднократно предлагали расформировать. Например, сохранилась запись от 28 мая того года в дневнике главы Общества друзей ГИМ Василия Городцова:
Сегодня [...] разыгралась следующая сцена… В открытые залы музея вошёл солдат-малоросс и начал кричать: «Вот куда наши трудовые гроши тратят: строят миллионные домы для хранения поганых черепков и никуда не годных бумаг! Товарищи! — обратился солдат к сбежавшийся публике, — весь этот навоз нужно выбросить вон, а в доме устроить фабрику!»
В дни революции музей оказался в центре волнений, ежедневно вокруг собирались толпы, а в помещениях «солдаты тыкали штыками по всем тёмным углам». Только личные указы наркома просвещения Анатолия Луначарского и Владимира Ленина предотвратили уничтожение музея.
В 1918—1920 годах в фонды музея вошли собрание древностей, рукописей, архив и библиотека Уваровых, собрание серебра Алексея Александровича Бобринского, серебра, фарфора и стекла Николая Михайловича Миронова, огромный архив Куракиных, нумизматическое собрание и библиотека Павла Васильевича Зубова, библиотеки со специальным подбором книг библиофила и издателя Льва Эдуардовича Бухгейма, историка Геннадия Фёдоровича Карпова и генеалога Леонида Михайловича Савёлова. В эти же годы к музею были присоединены как особый отдел Патриаршая библиотека и как филиалы дом Археологического общества на Берсеневской набережной с библиотекой общества, дом московской Епархиальной библиотеки и библиотеки бывшего Певческого училища в Лиховом переулке с их фондами.
Позднее была создана специальная Коллегия по делам музеев под руководством Натальи Седовой-Троцкой. Ведомство критиковало ГИМ за саботаж революционных идей и предлагало разделить его на отдельные самостоятельные музеи. В марте 1921 года вышло постановление о переорганизации его в Музей быта. В том же году была создана комиссия по утилизации музейных ценностей под председательством Льва Троцкого. Тем не менее, за первые 10 лет советской власти собрание ГИМ увеличилось вдвое — за счёт выморочных, конфискованных и национализированных ценностей.
В 1928 году было выпущено новое «Положение о Государственном историческом музее». Оно включило современность в сферу научных интересов ГИМ и добавило освещение идеологической пропаганды в его деятельность.
В 1920—1930-х годах в музей поступали многочисленные собрания реорганизованных и ликвидированных музеев (в частности, из собрания Румянцевского музея, Военно-исторического музея, музея «Старая Москва», Музея 1840-х годов, Музея Отечественной войны 1812 года, монастырей, церквей, национализированных поместий (подмосковных Марфино, Дубровицы, Богучарово Тульской губернии, Надеждино Саратовской губернии) и особняков.
К концу 1930-х постоянная экспозиция была открыта в 23 залах и охватывала временной период от древнейших времён до XVIII века. В августе 1935 года со шпилей башен были демонтированы скульптуры. Прапоры и орлов переплавили, но фигуры львов и единорогов сотрудники музея смогли спрятать.
В 1936 году, при подготовке музея к 20-летию советской власти, было уничтожено оформление Парадных сеней и переделаны залы эпох великокняжеского и царского периодов. Расписное генеалогическое древо императорской семьи было закрашено побелкой, во многих залах скололи лепнину и сняли позолоту.
С начала 1936 по конец 1937 года оформлением залов первого этажа занимался архитектор Андрей Буров. В дневнике от 1937 года он писал, что пытался переосмыслить интерьеры «максимально скупыми архитектурными средствами — характером наличников и капителей, определяющим характер эпохи, а также окраской стен». Современные ему искусствоведы отмечали, что новое строгое оформление облегчило обозрение экспонатов и подчёркивало их важность, а не оттягивало внимание на отделку залов. Вместе с Буровым над переоформлением музея работал художник Лев Жегин. До начала 1940-х годов идеология советского правительства доминировала над исследовательской и научной деятельностью музея.
В 1937 году ГИМ был объявлен главным национальным музеем, в его подчинение стали передавать многочисленные филиалы.

### Великая Отечественная война
В годы Великой Отечественной фонд музея фактически разделился на две части — спустя неделю после объявления войны директор Анна Карпова получила приказ к концу июля подготовить к эвакуации самые ценные экспонаты. Их тщательно упаковали, сложили в ящики и сопроводили детальными описями. Эта часть коллекции получила название Госхранилище № 1 и на три года была отправлена в Костанай.
ГИМ на Красной площади был единственным из столичных музеев, который продолжал работать даже во время осады Москвы. Его закрывали только на неделю осенью 1941-го, когда после бомбёжки в здании выбило стёкла и возникла трещина в фундаменте. В годы войны продолжали открываться новые выставки. Они были посвящены боевым действиям и сформированы из фронтовых материалов. Из дневника сотрудницы музея Марии Михайловны Денисовой известно, что в тот период в подвалах музея ночевали сотрудники личной охраны Иосифа Сталина.

### Послевоенные годы

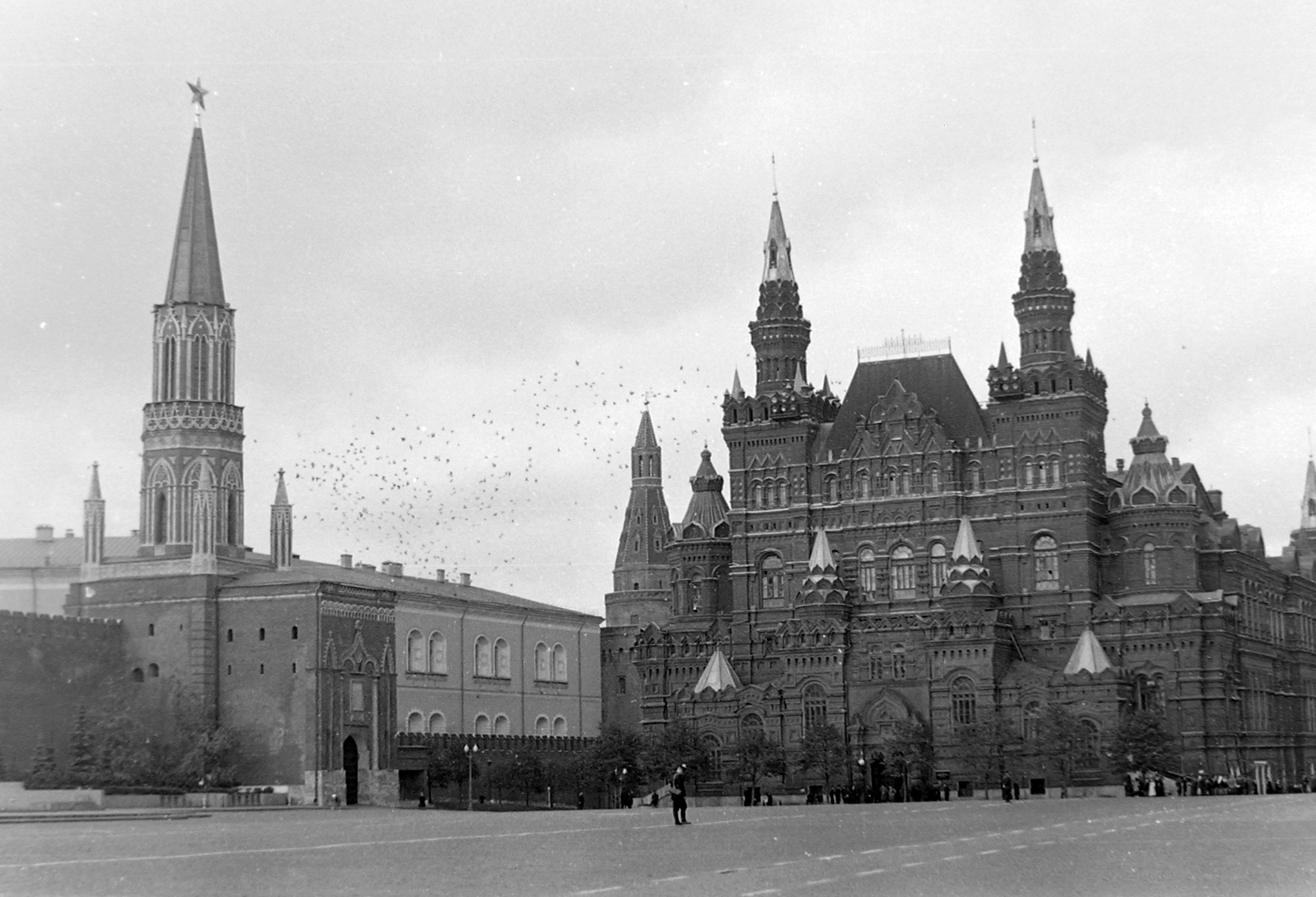
Красная площадь. Вид на Исторический музей, 1957

В 1957 году были открыты залы второго этажа, общая экспозиция стала охватывать период от древнейших времён до начала XIX века. В 1963 открылись дополнительные залы, покрывающие временной промежуток до 1917 года.
К началу 1980-х музей сильно обветшал — за сто лет работы его ни разу не ремонтировали. Ежегодно случалось до 14-ти аварий, когда выходили из строя электрическая или отопительная система, прорывало трубы. Поскольку при строительстве здание не было разделено деформационными швами на блоки, при осадке отдельные элементы конструкции неравномерно нагружались. Из-за этого в стенах и перекрытиях стали появляться трещины, деформировался пол. Реставрация началась в 1986 году, над ней трудились сотни специалистов. Восстановлением архитектурных утерь, полученных зданием в 1936—1937 годах, занимались архитекторы из бюро «Спецпроектреставрация» под руководством Е. В. Журина: С. Н. Алёшина, Н. В. Зеленова, В. Н. Овчинников, А. А. Савинкина, Е. И. Николаева. Над восстановлением интерьеров работали сотрудники мастерской «Мосреставрация» под руководством Л. А. Баулиной: Л. В. Решетов, А. Н. Замощин, В. Л. Лагутин, М. Г. Чистяков, М. А. Дороднев, В. В. Марковин, Д. Д. Рахманинов, В. Г. Береснев, С. В. Кормилин, В. Г. Черкасов, В. В. Власкин, В. Г. Козлов, С. С. Лазовский, А. Д. Семенко, Л. В. Новгородский. Из-за недостатка финансирования работы надолго останавливались и были продолжены только по личному указанию премьер-министра России Виктора Черномырдина. Окончена реставрация была только в 2002 году.

### После распада СССР

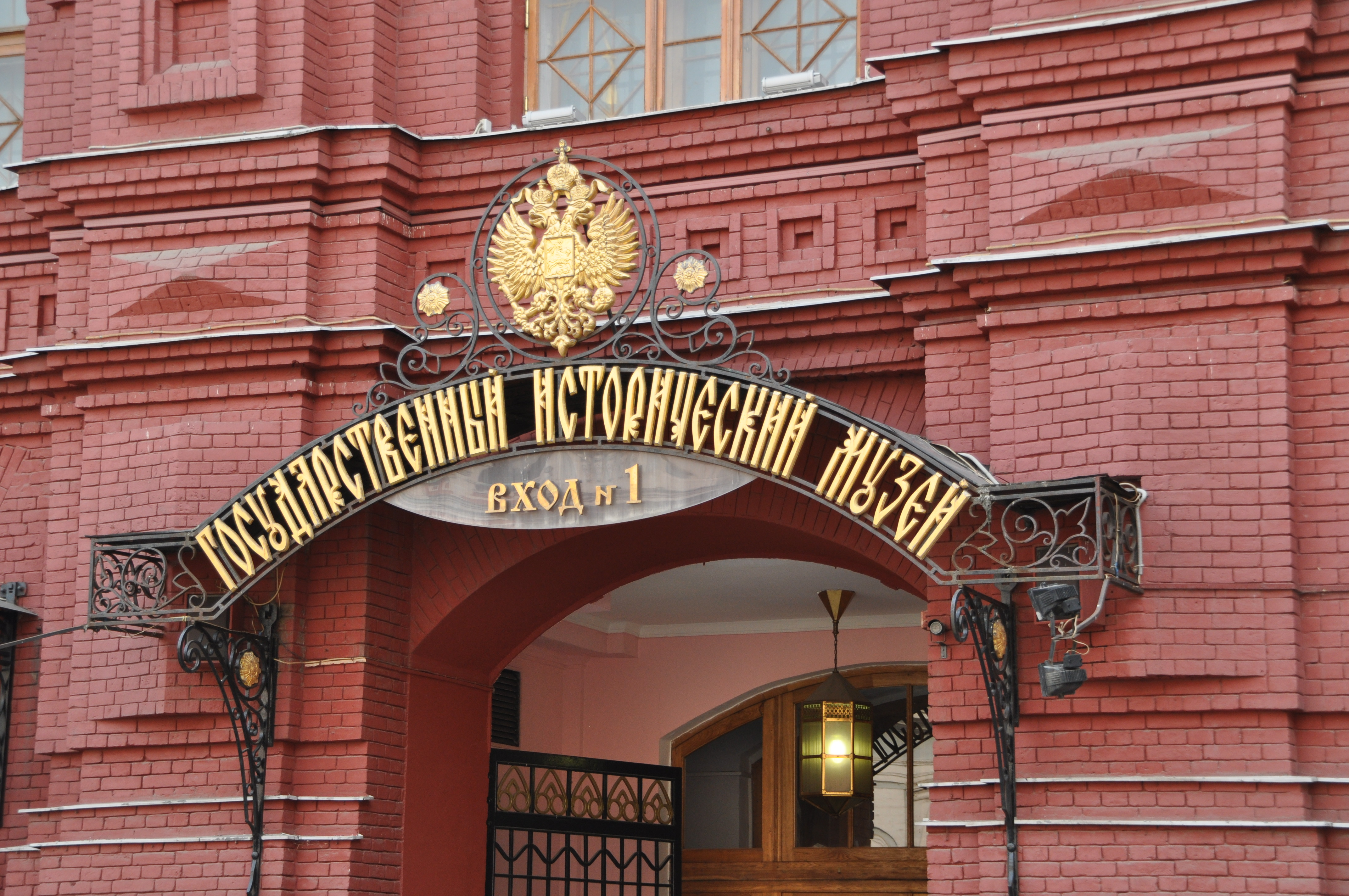
Вход для посетителей со стороны проезда Воскресенских ворот

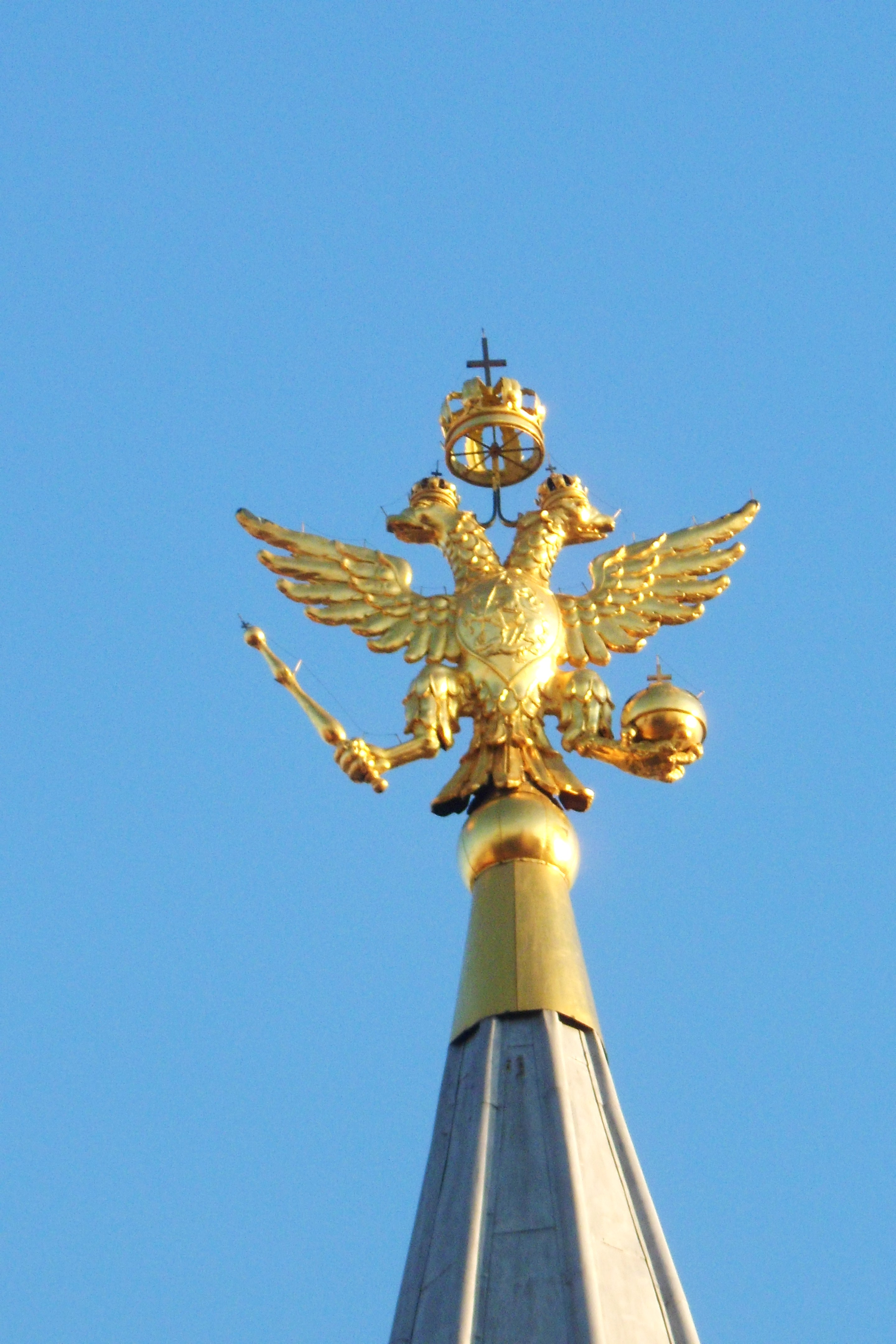
Двуглавый орел на Историческом музее, 2012

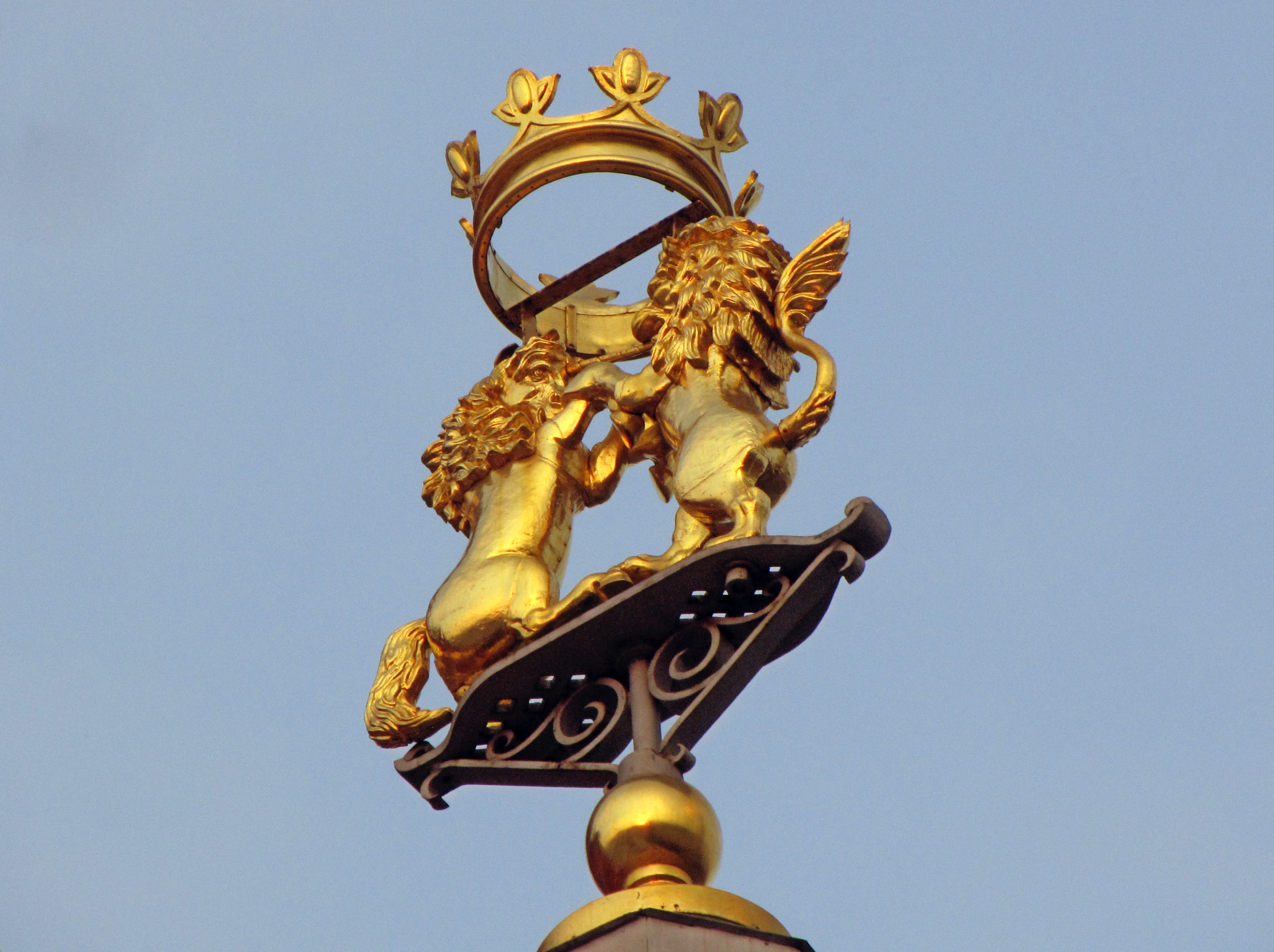
Лев и единорог на башенном шпиле музея, 2010

Особым событием в истории музея стало устройство аванзала на месте бывшего малого двора. Новый вход со стороны Воскресенских ворот украсили барельефами с изображениями Уварова, Забелина, Шервуда и Семёнова, работы скульптора А. С. Карташова. Также в аванзале разместили мемориальные доски с именами главных дарителей музея, скульптором выступил А. В. Черноусов.
18 декабря 1991 года был подписан президентский указ о присвоении музею статуса особо ценного объекта культурного наследия России. В том же году собор Василия Блаженного был передан в совместное пользование музея и РПЦ.
30 июля 1997 года на башни музея установили копии исторических двуглавых орлов. К 850-летнему юбилею Москвы были открыты исторический вход через Парадные сени, а также залы первого этажа. Большой внутренний двор был закрыт, полученное пространство разделили на Половецкий дворик и Новый выставочный зал. В декабре 2003 года на шпили были возвращены парные скульптуры льва и единорога.
На 2001 год в состав музея входили:
- главное здание на Красной площади
- Музей декабристов
- Новодевичий монастырь
- Покровский собор
- Церковь Троицы в Никитниках
- Палаты Романовых
- Центральный музей Владимира Ленина (С 2012 года Музей Отечественной войны 1812 года)
- Усадьба Измайлово
- Крутицкое подворье

В 2020 году в Туле открылся единственный в стране филиал Государственного исторического музея. Выставки в тульском филиале демонстрируют предметы из фондовых коллекций московского исторического музея: мемориальные реликвии, шедевры декоративно-прикладного искусства, предметы этнографии, археологические артефакты, оружие, живопись.

## Современность

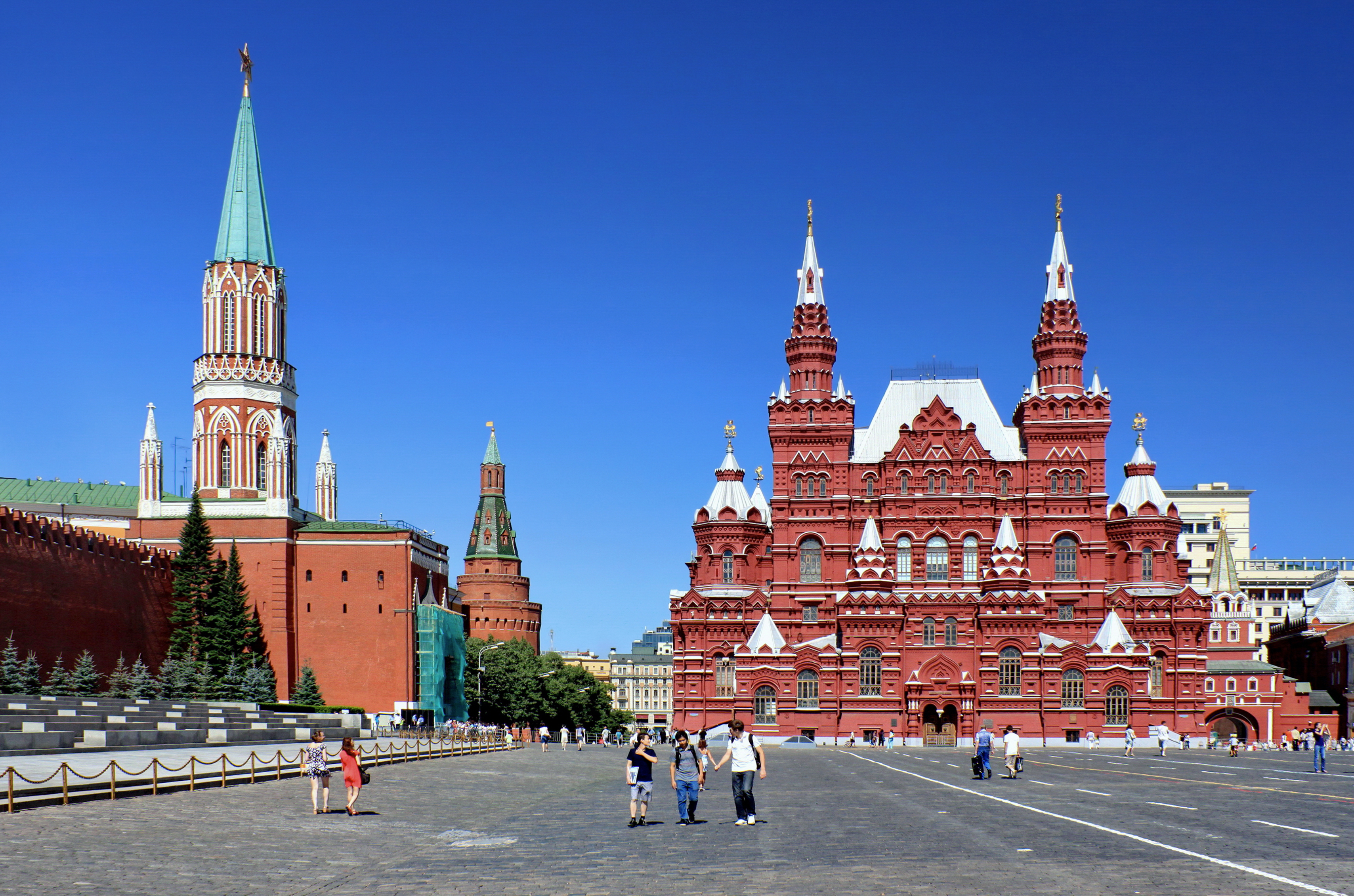
Вид на музей с Красной площади, 2010

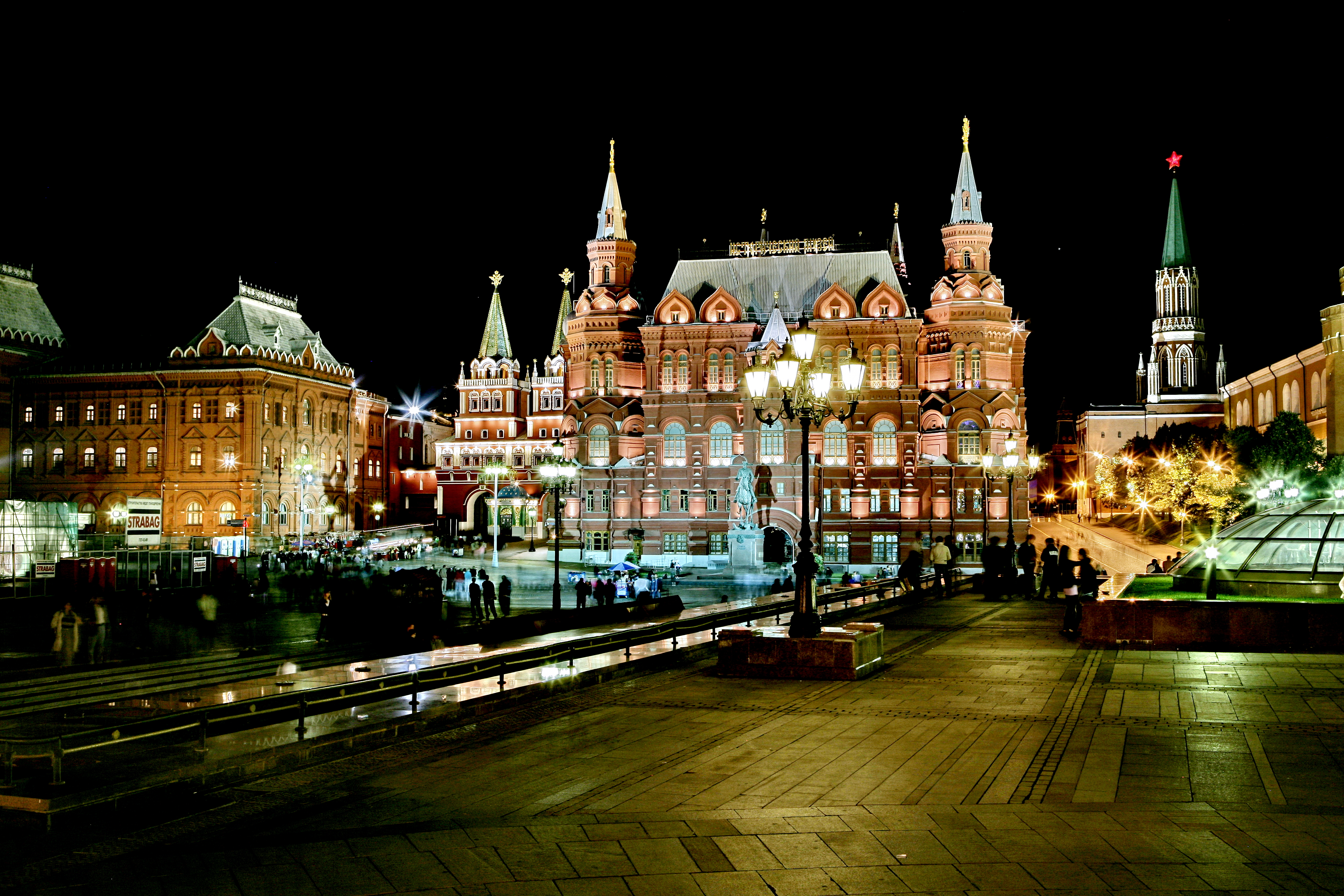
Музей ночью, 2009

### Деятельность
С весны 2007 года впервые в истории ГИМ для посещения открыли все 40 залов. Экспозиция музея охватывает период от древнейших времён до начала XX века, его выставки ежегодно посещают более 1,2 млн человек. Также музей является крупнейшим научно-методическим центром, в котором идёт исследовательская, научная и просветительская работа. На базе отделов проходят лекции и семинары, стажировки, учреждены премии в исследовательской и реставрационной деятельности.
По состоянию на 2016 год музей является федеральным учреждением и подчиняется Министерству культуры. Число сотрудников музея составляет более 800 человек.
С конца 2016 года осмотреть экспозицию можно с помощью виртуального тура, доступ к которому открыт на официальном сайте музея. Главным нововведением 2017 года стало создание новой системы навигации в главном здании: полную карту основной экспозиции можно получить на входе или скачать с сайта музея.
Ежегодно на базе экспонатов из фонда музея проводится около 30—40 выставочных проектов на всей территории России. К 500-летию Новодевичьего монастыря музей планирует открыть экспозицию, посвящённую Русской православной церкви. На 2018—2023 годы планируется проведение серии выставок проекта «Национальные музеи мира — Историческому музею», в котором примут участие европейские музеи.

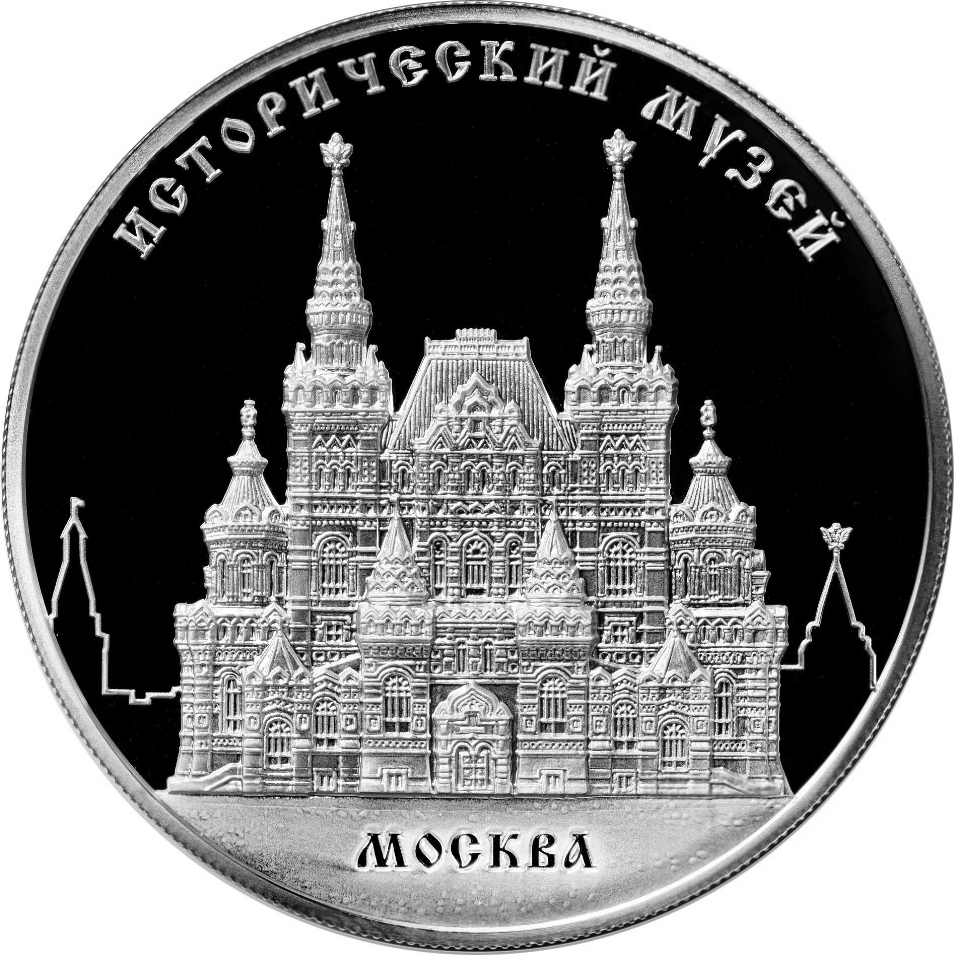
Памятная монета России, 2014. Исторический музей. Москва.

С марта по июль 2020 года музей был закрыт для посетителей в связи с карантином на фоне пандемии COVID-19.

### События

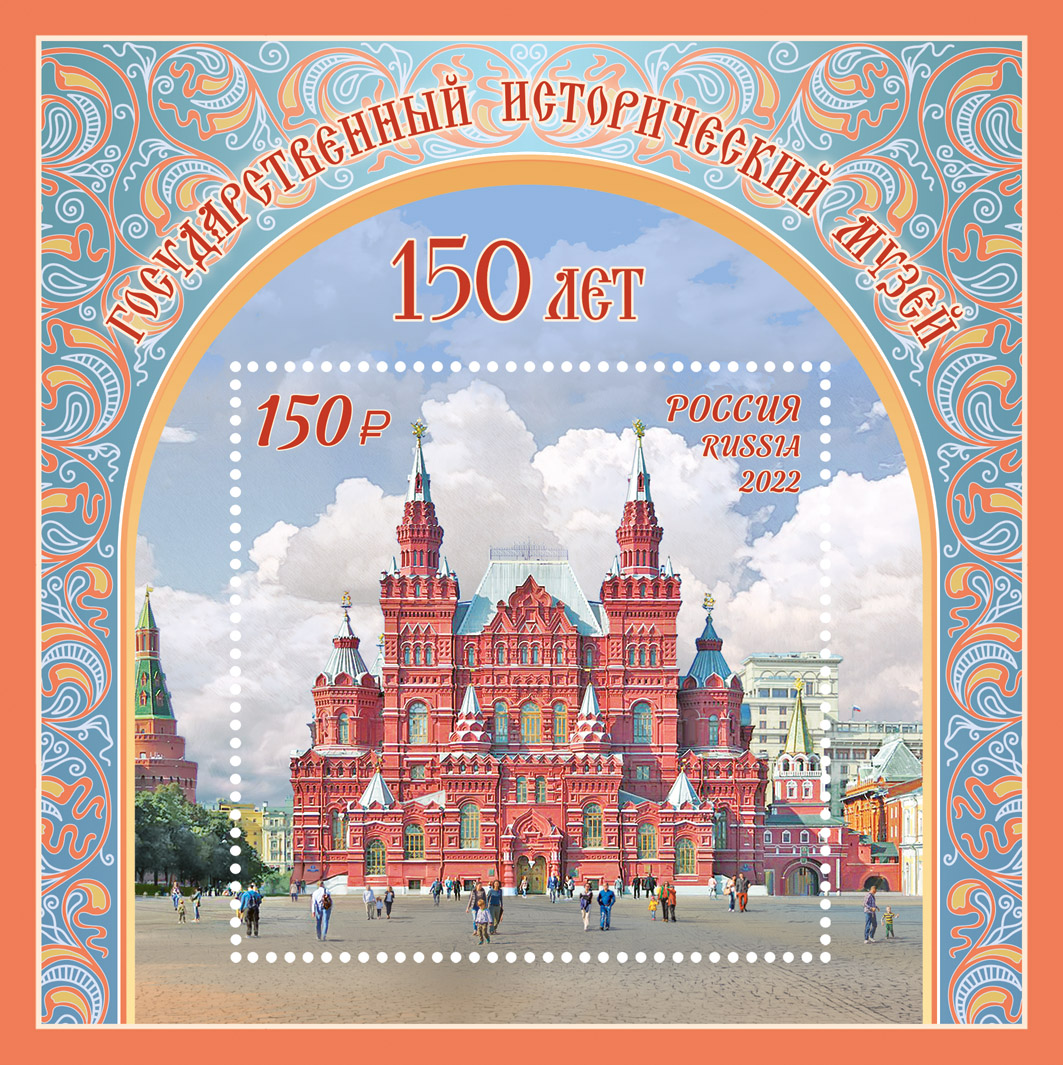
Почтовый блок — 150 лет Государственному историческому музею, 2022

В 2017 году музею исполнилось 145 лет. В день юбилея 9 февраля вход в здание сделали бесплатным и открыли две тематические выставки. Первая из них — «Портрет музея на фоне истории» — была составлена из архивных фотографий с 1876 по 2015 года. Во второй посетителям демонстрировали знаковые предметы собрания, например, браслет под учётным номером «1», который передал музею граф Уваров. 11 февраля в Парадных сенях для посетителей музея было устроено праздничное чаепитие с тематическим угощением. К этому событию по старинным рецептам испекли 145 тортов весом в 500 килограммов, каждый из которых был покрыт пищевым золотом и украшен фигурками-копиями скульптур со шпилей ГИМ. 1 июня 2017 года впервые за 30 лет был торжественно открыт парадный вход.

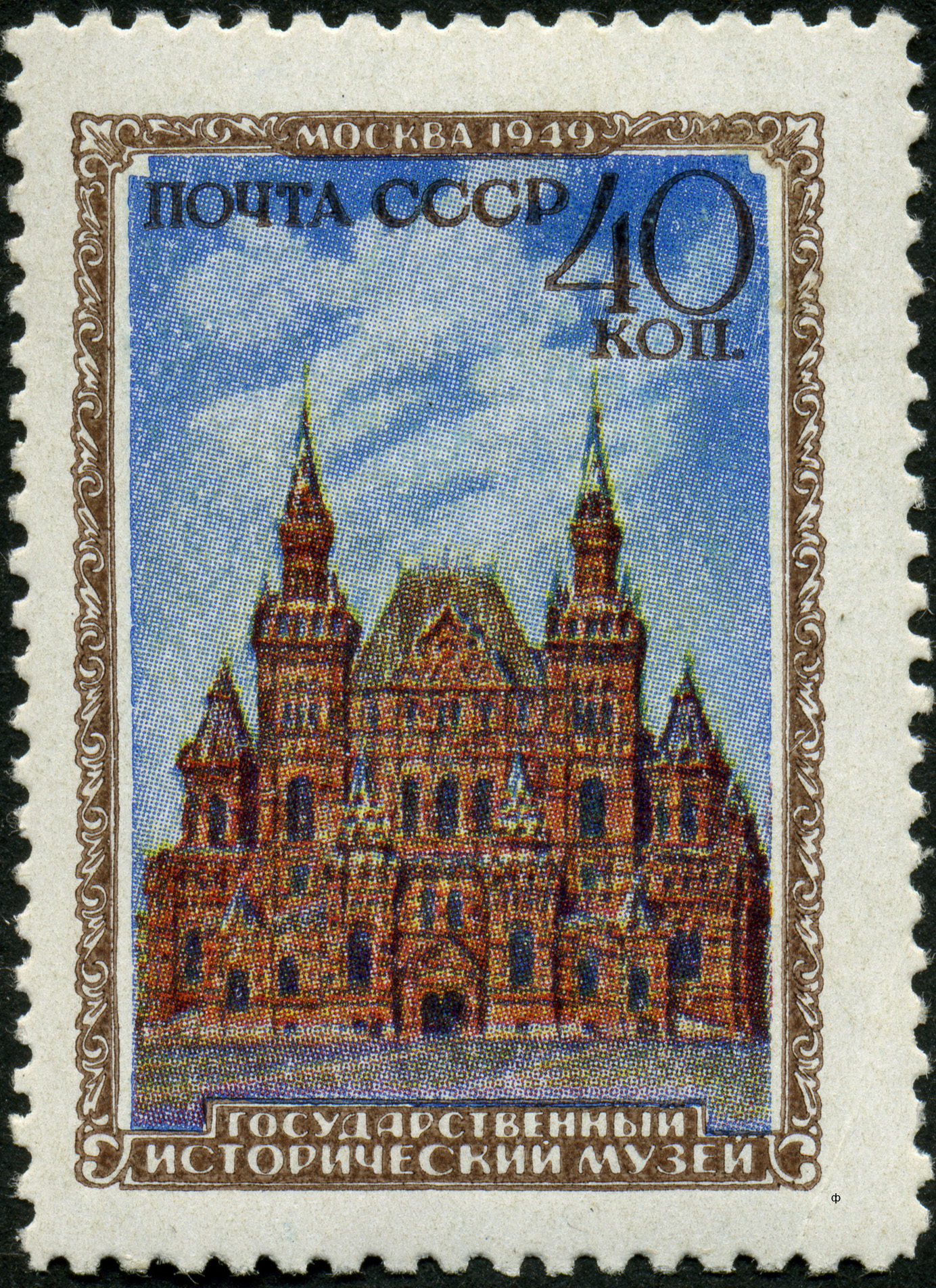
Музей на почтовой марке 1950 года

20 январь 2022 года согласован проект депозитарно-выставочного центра в Новой Москве. Предположительно, площадь хранилища будет составлять 120 тысяч м², на его базе создадут экспозиционные зоны и мастерские для реставрации. Комплекс в Новой Москве будет включать пять корпусов фондохранилища, четыре из которых фондохранилища федеральных музеев и один 6-этажный корпус фондохранилища шестнадцати музеев Москвы.

## Залы
См.: Список залов Государственного Исторического музея

## Музейный фонд

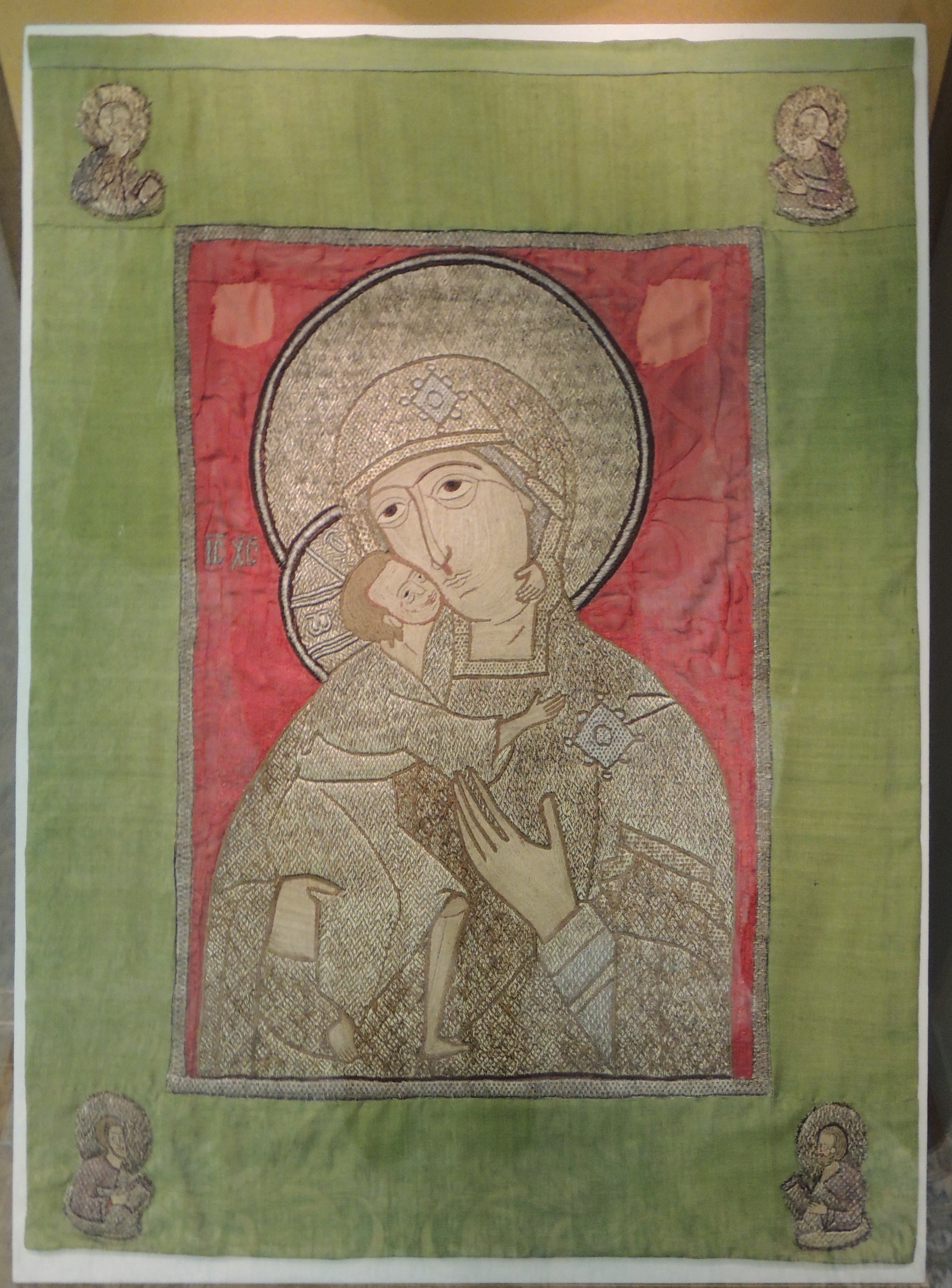
Шитая икона (пелена) Феодоровской Божией Матери, подаренная матерью царя Михаила Фёдоровича в Ипатьевский монастырь, 2013

### Экспонаты
С момента создания музея и до революции 1917 года его фонд пополнялся преимущественно экспонатами из частных коллекций. Среди дарителей были многие знатные семьи: Романовы, Голицыны, Кропоткины, Оболенские, Бахрушины, Боткины. Знаменитый Барон де Шодуар, Иван Максимилианович передал в дар, через доцента К. С. Кузьминского свои 92 ценные кириллические старопечатные книги..
Вдова Фёдора Достоевского Анна Григорьевна передала в дар музею архив книг, писем и фотографий писателя. Впоследствии на основе этих предметов была создана экспозиция «комната Достоевского». В 1905 году Пётр Щукин подарил ГИМ более 300 тысяч предметов русской живописи, иконописи и прикладного искусства, а также целый архив исторических документов. На тот момент коллекция Щукина превышала число единиц фонда самого музея истории.
В настоящее время коллекция продолжает пополняться: ежегодно до 15 тысяч предметов поступают в фонды благодаря археологическим экспедициям. Небольшое количество предметов поступают в дар от частных лиц или в ходе специальных закупок. Во всех помещениях музея поддерживается оптимальная среда для сохранности экспонатов: температура +18 °C и 55 % влажность воздуха.

### Научно-хранительские отделы
2 января 1914 года помощник председателя князь Щербатов подписал приказ о разделении собрания музея на отдельные фонды. Каждый отдел получил чёткую сферу деятельности и отдельный штат сотрудников. Современная структура музея выделяет 15 отделов:
Отдел археологических памятников — археологические памятники заложили основу всего музея. Экспонатом № 1 в Главной инвентарной книге стал витой браслет бронзового века, найденный в кавказском селении Кобан. Его передал музею граф Уваров в 1881 году, ещё до официального открытия. Первые 14 залов экспозиции составлены из фондов этого отдела. Его собрание на 2015 год насчитывает более полутора миллионов предметов и является одним из крупнейших в мире.
Отдел дерева и мебели представляет собой коллекцию мебели и различных изделий из дерева с XIII до XX века. Собрание насчитывает более 34 тысяч предметов — от крупных архитектурных деталей и средств передвижения до церковной утвари и лаковых миниатюр. Часть экспонатов хранится в реставрационно-выставочном комплексе в Измайлове.
Отдел драгоценных металлов был основан в 1905 году как Особая кладовая, расположенная в зале экспозиции Тверского княжества. Самую первую коллекцию — 800 экспонатов — передал Пётр Щукин. По его завещанию в 1912 году музею отошло ещё 12 тысяч предметов. В настоящее время Кладовая находится в одной из башен здания на Красной площади. Осмотр проводится строго по записи, детям вход запрещён.
Фонды Отдела древнерусской живописи насчитывает более 5 тысяч икон и 20 тысяч прорисей, в нём также содержится церковная утварь и памятники древнерусской живописи от XII до XVII веков. Начало собрания было положено в конце 1870-х, к началу XX века оно стало одним из крупнейших в мире. После революции коллекцию перевели в «Отделение религиозного быта», однако спустя 8 лет отдел был закрыт, сотрудники уволены, а руководитель Александр Анисимов осуждён на 10 лет и впоследствии расстрелян. До 1940-х многие иконы и ценные экспонаты были переданы в Гохран и бюро «Антиквариат» для продажи за границу и безвозвратно утеряны. Только в 1956 году отдел был восстановлен в составе фонда изобразительных материалов, а как самостоятельная единица — в 1999-м.

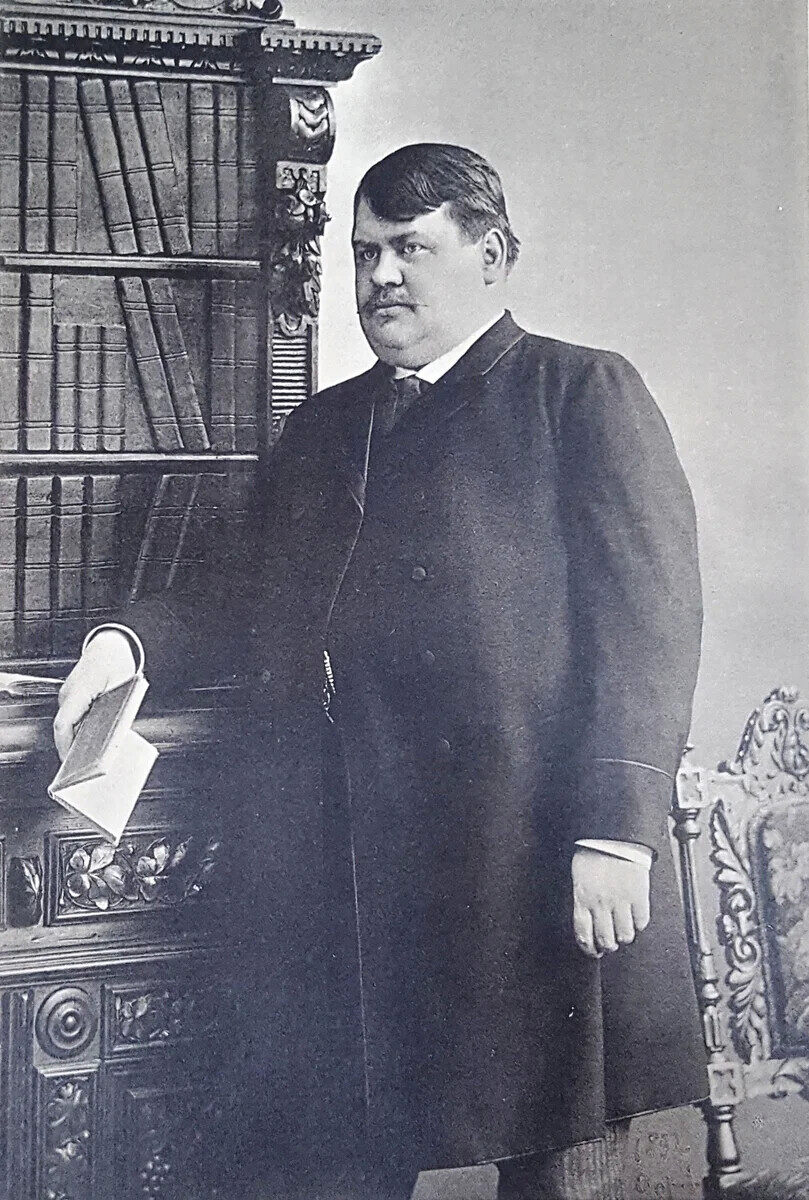
Купец Бахрушин Алексей Петрович. Ок.1892.

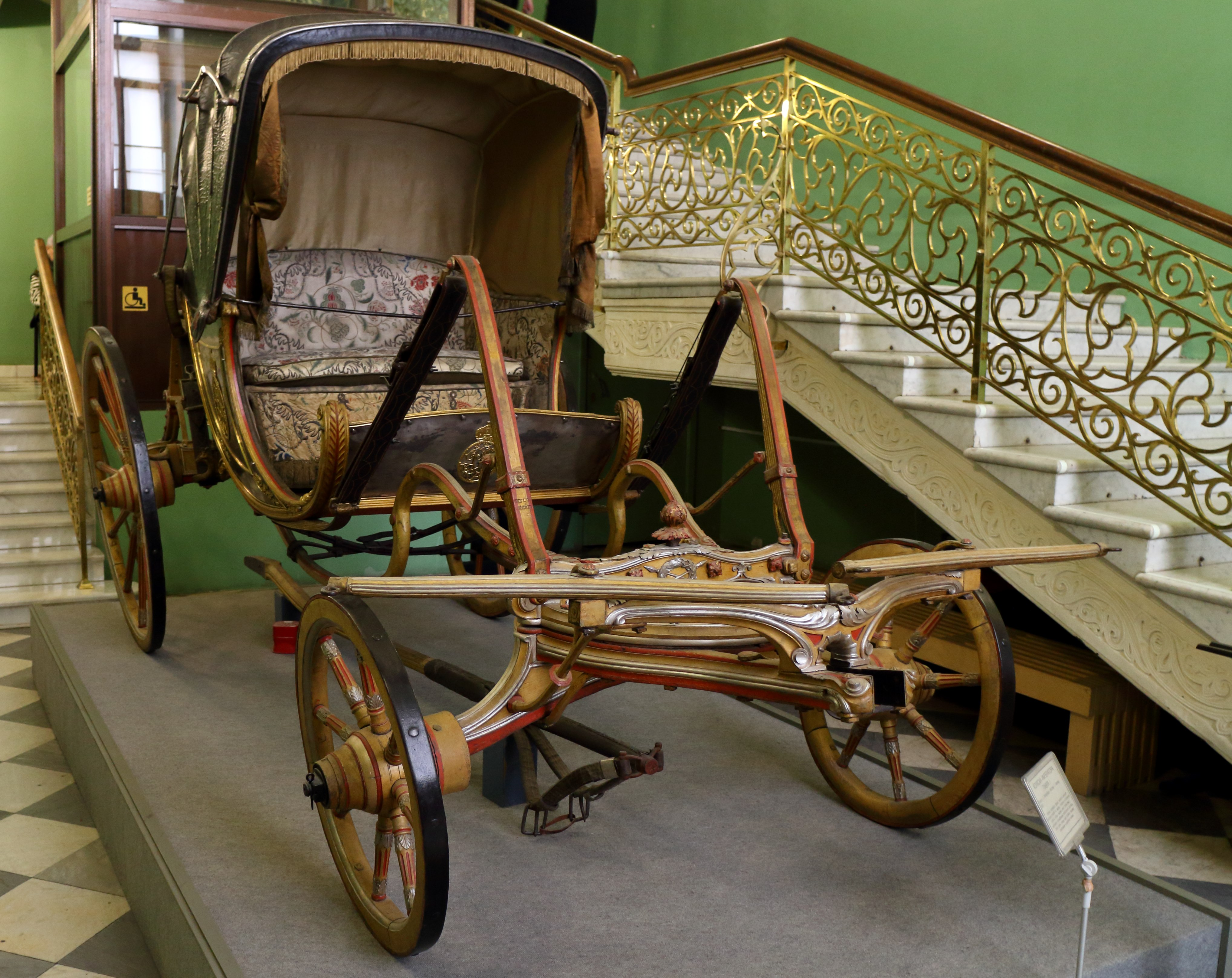
Музейная старинная карета.

Коллекцию Отдела изобразительных материалов составляют произведения разных жанров и направленностей, объединённые по историко-культурному принципу: от живописи и графики до плакатов и фото-негативов. Хронология охватывает период с XIII по XX век.
Отдел керамики и стекла основан в конце XIX — начале XX веков, выделен в самостоятельный отдел в 1940-м. Предметный фонд был создан на основе личных коллекций Петра Щукина и Алексея Бахрушина. Собрание насчитывает более 36 тысяч произведений искусства из фарфора, фаянса, стекла и керамики.
Отдел книжного фонда ведёт историю с Государственной публичной исторической библиотеки, которая возникла как частное собрание историка и коллекционера Александра Черткова. В 1863-м, через пять лет после его смерти, сын Черткова Григорий превратил коллекцию книг в первую российскую публичную бесплатную библиотеку. Она находилась в доме 7 по улице Мясницкой, в правом крыле дома Чертковых. Должность руководителя занимал Пётр Бартенев, он же занимался каталогизацией собрания, которая превышала 17 тысяч единиц.
В 1871 году Григорий Чертков переехал в Санкт-Петербург и продал особняк на Мясницкой улице, а книжное собрание передал в дар городу. Книги временно разместили в Румянцевском музее. В 1872 году, когда Александр II одобрил создание ГИМ, Московская городская дума с разрешения Черткова передала в него всю библиотеку. Вместе с дарами Забелина, А. П. Бахрушина, Щукина, Барятинского и других меценатов, коллекция Чертковых с 1889 года стала доступна публике как библиотека ГИМ. В 1933 году библиотека была передана в совместное управление ГИМ и Библиотечного Наркомпроса РСФСР, а 15 августа следующего года — выделена в отдельное учреждение. Свыше 843 тысяч книг перевезли в здание в Старосадском переулке, а историческому музею осталось только 70 тысяч единиц. Современная библиотека ГИМ насчитывает более 300 тысяч томов с начала XV века, среди них около 13 тысяч — уникальные издания малых тиражей, инкунабулы и экслибрисы.
Отдел металлов и современных синтетических материалов включает свыше 56 тысяч памятников материальной культуры, орудий труда и предметов декора от начала XVI века до современности.
Отдел нумизматики по данным на 2017 год является самым крупным — он хранит более 1,7 млн предметов, в том числе около 60 тысяч орденов и медалей.
Коллекция Отдела оружия насчитывает более 16 тысяч единиц, её основу составили дары частные коллекционеры: Александр Катуар де Бионкур, Владимир Барятинский, В. С. Турнери другие.
Отдел письменных источников до 1938 года назывался «отдел архива». С момента открытия музея письменные источники накапливались очень медленно. Основу собрания составляли дары частных владельцев. Первую значительную коллекцию писем и документов XVIII века в 1882 году пожертвовали главный хранитель музея Алексей Орешников и его секретарь Владимир Сизов. С момента основания музея и до 1917 года семья Уваровых значительно расширила музейные фонды, передавая свои библиотеки и архивы. С 1890-х музей начал покупать архивные материалы на аукционах и у букинистов. После 1905 года собрание музея пополнилось современными материалами и расширило временные рамки — в течение нескольких лет департамент МВД передавал в музей копии нелегальной литературы о революции 1905—1907 годов.
После 1917 года в фонд музея стали массово передавать личные архивы и библиотеки представителей буржуазии, а также вотчинные и монастырские собрания. С 1920-х музей стал организовывать экспедиции для поиска новых материалов. После Великой Отечественной войны была организована фондовая закупочная комиссия. К 1 января 2014 года коллекция отдела включала 558 фондов с более чем 15 миллионами документов XVI—XX веков. В настоящее время материалы отдела принадлежат одновременно Архивному и Музейному фондам Российской Федерации.
Картографический отдел — один из старейших отделов, был создан в 1919 году. Единственный в России специализируется исключительно на картах. Его собрание насчитывает более 42 тысяч предметов XVI—XX веков.
Основа коллекции Отдела тканей и костюма была заложена в 1883 году — первые предметы музей получил в дар от семьи адмирала Владимира Корнилова. В 1922 году отдел стал самостоятельным структурным подразделением музея. В настоящее время фонд отдела составляют образцы тканей, народные костюмы и военная форма, предметы одежды, вышивка и кружево с XII—XX веков.
Отделу рукописей и старопечатных книг в 1912 году была выделена одна из первых коллекций музея, которую составляли рукописи и книги допетровской эпохи. Первым заведующим стал историк, палеограф и лингвист Вячеслав Щепкин, при нём была создана первая система каталогов и закончено обустройство научного зала. Собранию отдела принадлежат всемирно известные памятники словесности: Хлудовская псалтырь, Изборник Святослава, Новгородская первая летопись, Андрониково Евангелие и другие.
Музей В. И. Ленина был основан в 1924 году и получил привилегированное положение среди музеев СССР — в него передавали уникальные материалы о Владимире Ульянове и высших партийных руководителях. Полученные предметы накапливались бессистемно, у коллекций не было хранителей. В 1993 году музей перешёл в состав исторического. На данный момент отдел содержит более 75 тысяч единиц хранения.
Памятник Минину и Пожарскому созданный в 1818 году по проекту Ивана Мартоса и посвящённый предводителям Второго народного ополчения 1612 года. В 2016 году скульптурный монумент был передан в ведение музея, а в 2018 году объявлена всероссийская акция по сбору средств на его реставрацию. Реставрация завершена в 2022 году.

## Директора
- Алексей Уваров (1872—1885)
- Иван Забелин (1885—1909)
- Николай Щербатов (1909—1921)
- Николай Щёкотов (1921—1925)
- Леонид Пономарёв (1925—1926)
- Николай Рожков (1926—1927)
- Пантелеймон Лепешинский (1927—1930)
- Юрий Милонов (1930—1932)
- Павел Воробьёв (1932—1934)
- Виктор Серёжников (1934—1935)
- Иван Дмитриев (1935—1936)
- Леонид Пономарёв (1936—1937)
- Галин А. И. (1937—1940)
- Анна Карпова (1940—1962)
- Василий Вержбицкий (1962—1976)
- Константин Левыкин (1976—1992)
- Александр Шкурко (1992—2010)
- Алексей Левыкин (июнь 2010—по настоящее время)

## Награды
- Орден Ленина (21 февраля 1972 года) — за большую работу по коммунистическому воспитанию трудящихся, значительный вклад в развитие исторической науки и в связи со 100-летием со дня основания[113].
- Благодарность Министра культуры и массовых коммуникаций Российской Федерации (24 января 2006 года) — за подготовку и организацию выставки «240 лет Вольному экономическому обществу России»[114].